# 나이로비
나이로비는 케냐의 수도이자 가장 큰 도시이다. 나이로비는 케냐 중남부에 있으며 해발 1,795 m 높이에 있다. 이름은 '시원한 물의 장소'를 의미하는 마사이족 구절인 마사이어: Enkare Nyrobi 엔카레 니로비에서 유래했으며, 여기서 물은 도시를 흐르는 나이로비강을 가리킨다. 2019년 인구 조사 rlwns 시가지의 인구는 4,397,073명이다.
나이로비는 케냐 국회의사당이 있으며 유엔 환경 계획 및 유엔 나이로비 사무국(UNON)을 포함하여 수천 개의 케냐 기업 및 국제 기업 및 단체가 자리잡고 있다. 나이로비는 동아프리카 비즈니스 및 문화의 확고한 허브이다. 나이로비 증권거래소(NSE)는 아프리카에서 가장 큰 증권거래소 중 하나이자 두 번째로 오래된 거래소이다. 거래량 측면에서는 아프리카에서 네 번째로 큰 증권거래소이며 하루에 천만 건의 거래를 처리할 수 있다. 또한 나이로비에 나이로비 국립공원도 있다. 나이로비는 2010년에 유네스코 학습도시 국제 네트워크에 가입했다.
나이로비는 1899년 영국령 동아프리카의 식민정부가 우간다-케냐 철도의 철도 차량 기지로 설립되었다. 높은 고도, 온대 기후, 충분한 물 덕분에 정부는 나이로비를 이상적인 휴식처로 선호했다. 1907년 들어서까지 빠르게 성장하여 몸바사 대신 케냐의 수도가 되었다.
1963년 독립 후 나이로비는 케냐 공화국의 수도가 되었다. 케냐 독립 초기 나이로비는 커피, 차, 사이잘삼 산업의 중심지가 되었다. 독립 이후 이어진 흑인 정부는 나이로비를 다양한 사람과 성장하는 경제를 가진 현대적인 대도시로 건설하고 변화시켰다.

## 역사

### 초기

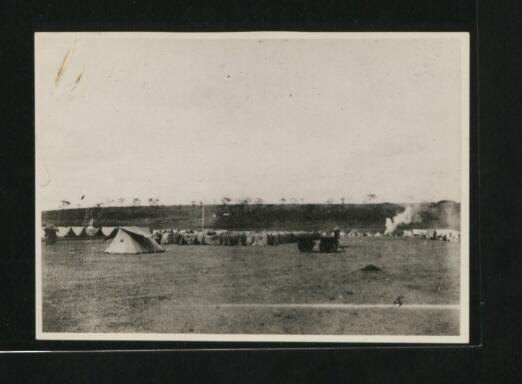
1899년의 나이로비

나이로비 부지는 원래 목축업자인 마사이족, 장거리 상인 공동체인 캄바족, 농업인인 키쿠유족이 점유했던 늪지대였다. 나이로비라는 이름 자체는 '시원한 물'을 의미하는 마사이어 표현에서 유래했으며, 이 지역을 흐르던 차가운 물줄기를 가리킨다. 우간다 철도가 건설되면서 이 부지를 조지 화이트하우스 경이 철도에서 일하는 인도인 노동자를 위한 물품 보관소, 조차장, 캠핑장으로 지정했다. 철도 수석 엔지니어인 화이트하우스는 높은 고도, 온화한 기후, 충분한 물 공급, 리무루 스카프먼트의 가파른 오르막 전에 위치해 있다는 점 때문에 이 부지를 이상적인 휴식처로 선호했다. 그러나 화이트하우스의 선택은 부지가 너무 평평하고 배수가 잘 안 되며 비교적 불모지라고 생각한 보호령 정부 관리로부터 비판을 받았다.

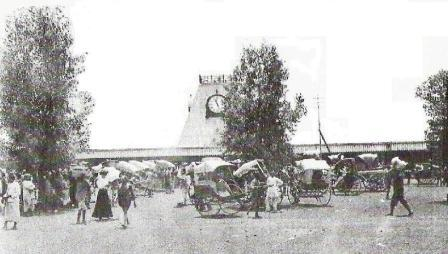
1899년 나이로비 기차역 입구

식민지 시대 이전에는 현대 케냐의 사람들이 대부분 부족과 문화 집단 사이의 마을에서 살았으며, 하나의 단일 정부나 지도자가 있기보단 자신의 공동체 내에서 각각 통치자를 가졌다.
1898년에 아서 처치가 철도 차량 기지의 첫 도시 계획을 설계하기 위해 처음으로 위임을 받았다. 첫 계획은 빅토리아 거리와 스테이션 거리 2개의 거리, 10개의 가로수길, 직원 숙소 및 인도인 상업 지구로 구성되었다. 철도는 1899년 5월 30일에 나이로비에 도착했으며, 곧 나이로비는 마차코스를 대체하여 우캄바주의 주 행정본부가 되었다. 철도가 도착하자 화이트하우스는 "나이로비는 다음 2년 동안 크고 번성하는 곳이 될 것이며, 이미 호텔, 상점, 주택 부지에 대한 많은 신청이 있다"고 말했다. 그러나 이 도시의 초기 몇 년은 말라리아 문제로 시달렸고, 도시를 옮기려는 시도가 적어도 한 번 있었다. 1900년대 초에는 가래톳페스트가 발생하고 원래 도시가 불타버린 후 바자르 거리(현재 비아샤라 거리)가 완전히 재건되었다.
1902년부터 1910년까지 도시 인구는 5,000명에서 16,000명으로 증가했으며, 처음에는 대형 사냥의 형태로 행정 및 관광을 중심으로 성장했다. 1907년 나이로비는 몸바사를 이어 동아프리카 보호령의 수도가 되었다. 1919년 나이로비는 시로 선포되었다.

### 성장
1921년 나이로비의 주민은 24,000명이고, 그 중 12,000명이 토착 아프리카인으로 집계되었다. 다음 10년간 나이로비에서 토착 아프리카인 공동체의 성장이 있었고, 흑인이 처음으로 인구 대다수를 구성하기 시작했다. 이러한 성장은 토른턴 화이트(Thorntorn White)와 계획 팀이 "나이로비 문제"라고 묘사한 계획 문제를 야기했다. 1926년 2월, 식민지 관리료에릭 더튼은 나이로비를 거쳐 케냐산으로 가는 길에 도시에 대해 다음과 같이 말했다.
아마 언젠가 나이로비는 아스팔트 도로, 꽃나무 가로수길, 웅장한 건물, 열린 공간과 위엄 있는 광장, 신앙과 국가에 합당한 대성당, 예술 박물관, 극장, 공공기관으로 꾸며질 것이다. 그리고 정부와 지방단체가 이미 이 문제에 용감하게 대처했으며, 나이로비를 아름다운 도시로 만들기에 충분히 야심 찬 도시 계획이 서서히 진행되어 많은 부분이 이미 이루어졌다고 말하는 것이 공정하다. 그러나 그 계획이 결실을 맺을 때까지 나이로비는 그 당시의 모습, 즉 그렇게 아름다운 나라의 여왕이 되기에는 부적합한 지저분한 모습으로 남아 있을 수밖에 없다.

제2차 세계 대전 이후 도시의 지속적인 확장은 토착 마사이족과 키쿠유족 모두를 분노하게 했다. 이는 1950년대 마우마우 봉기와 1963년 케냐 독립으로 이어진 랭가스터 하우스 회의로 이어졌다.
1950년 봄, 동아프리카 노동조합 회의(EAUTC)는 도시에서 9일간의 총파업을 주도했다.

### 독립 이후

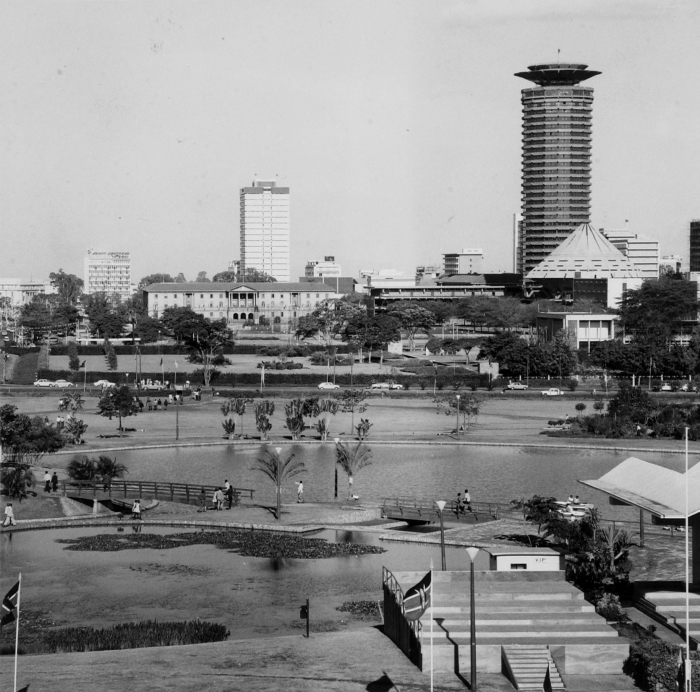
1973년 나이로비

나이로비는 독립 후에도 케냐의 수도로 남았으며 지속적인 빠른 성장은 도시 인프라에 압력을 가하여 정전과 물 부족이 흔하게 발생하게 되었다.
1973년 9월 11일, 케냐타 국제 컨벤션 센터 KICC가 대중에게 공개되었다. 당시 28층 건물은 노르웨이 건축가 칼 헨리크 노스비크와 케냐의 데이비드 무티소가 설계했다. 이 건물은 도심에서 헬기장이 대중에게 개방된 유일한 건물이다. 1970년대에 건설된 건물 중 KICC는 가장 친환경적이고 환경을 의식한 구조였다. 주요 골조는 현지에서 구할 수 있는 자갈, 모래, 시멘트, 목재로 건설되었으며, 자연 통풍과 자연 채광을 위한 넓은 개방 공간을 가지고 있었다. 직육면체는 본회의장을 구성했고, 타워는 여러 직육면체로 구성된 원통형이었으며, 원형극장과 헬기장은 모두 원뿔 모양을 닮았다. 타워는 콘크리트 코어를 중심으로 건설되었고 벽이 없었지만 유리창이 있어 최대한의 자연 채광이 가능했다. 동부 및 중앙 아프리카에서 가장 큰 홀을 가지고 있다.
1년 전인 1972년, 세계은행은 당시 나이로비 공항(현재 조모 케냐타 국제공항)의 추가 확장을 위한 자금을 승인했는데, 여기에는 새로운 국제 및 국내선 여객 터미널 건물, 공항 최초의 전용 화물 터미널, 새로운 유도로, 관련 계류장, 내부 도로, 주차장, 경찰 및 소방서, 국빈관, 비행장 및 도로 조명, 소화전 시스템, 상하수도, 전기, 통신 시스템, 이중 차도 여객 진입로, 보안, 배수 및 공항 주 진입로(Airport South Road) 건설이 포함되었다. 프로젝트 총 비용은 2,900만 달러 이상(2013년 기준으로 1억 1,180만 달러)이었다. 1978년 3월 14일, 터미널 건물 건설이 공항 단일 활주로의 반대편에 완료되었고, 조모 케냐타 대통령이 사망하기 5개월도 채 안 되어 개장했다. 공항은 초대 대통령을 기리기 위해 조모 케냐타 국제공항으로 이름이 변경되었다.
나이로비 남서부 외곽에 위치한 동물 보호 구역인 기린 센터는 1983년에 개장했다. 오늘날까지 로스차일드 기린 멸종 위기종을 번식시키고 있다.
당시 나이로비 시내에 위치했던 미국 대사관은 1998년 8월 알카에다와 이집트 이슬람 지하드를 명문으로 1998년 미국 대사관 폭탄 테러 중 하나로 폭탄 테러를 입었다. 현재는 기념 공원 부지가 되어 있다.

### 21세기

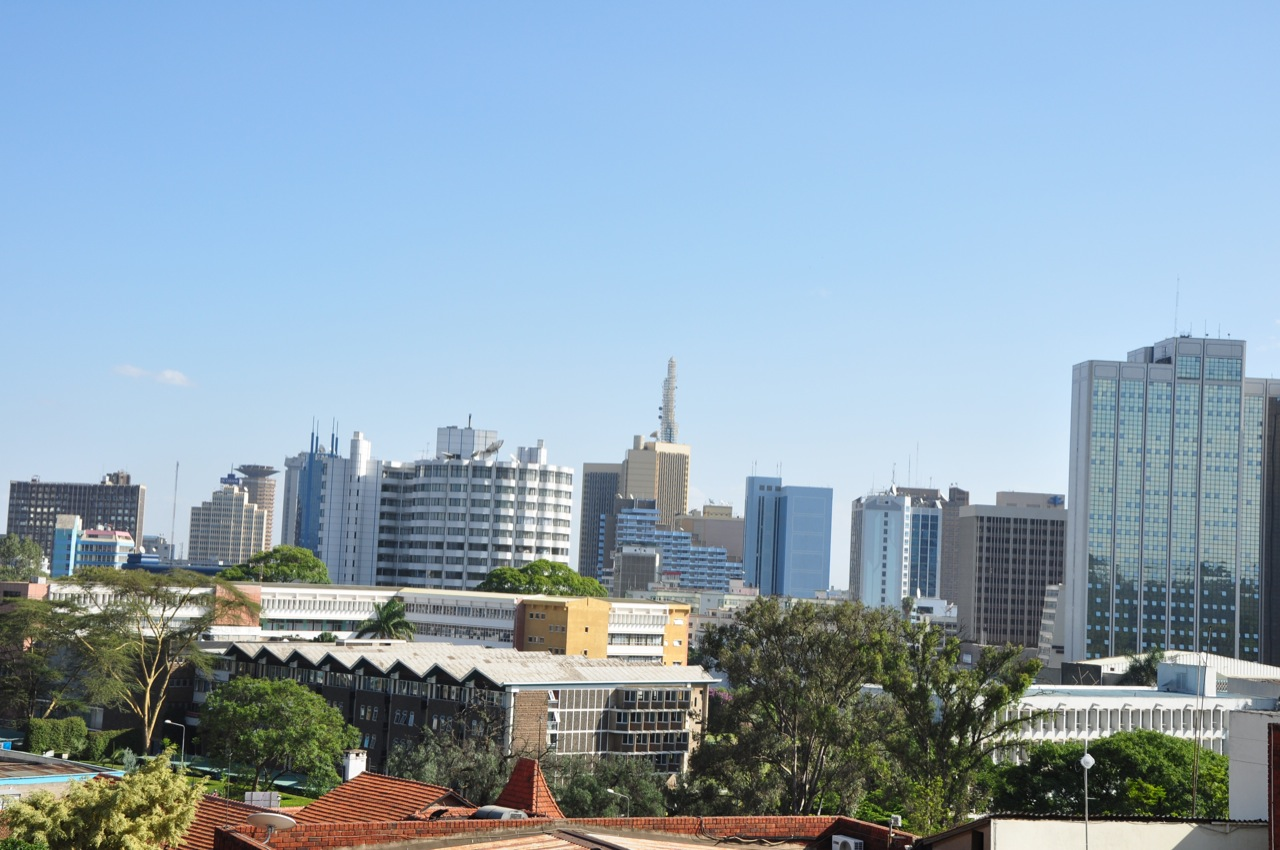
페드하 타워, ICEA 빌딩, 나이로비 사파리 클럽 및 기념 타워가 보이는 나이로비

2011년 10월 20일, 나이로비에 케냐 독립 정치인이자 암살 희생자인 톰 음보야를 기리는 기념 동상이 공개되었다.
2012년 11월 9일, 므와이 키바키 대통령은 310억 케냐실링 규모의 티카 고속도로를 개통했다. 이 케냐의 대규모 프로젝트는 2009년에 시작되어 2011년에 완료되었다. 이 프로젝트는 4차선 도로를 8차선으로 확장하고, 지하도를 건설하며, 원형 교차로에 인터체인지를 제공하고, 고가도로를 건설하고, 지하도를 건설하여 혼잡을 완화하는 것을 포함했다. 50.4km의 도로는 세 단계로 건설되었다. 1차는 우후루 고속도로에서 무타이가 원형 교차로까지, 2차는 무타이가 원형 교차로에서 케냐타 대학교까지, 3차는 케냐타 대학교에서 티카 타운까지 이어진다.
2017년 5월 31일, 우후루 케냐타 대통령은 나이로비와 몸바사를 연결하는 표준궤 철도를 개통했다. 이 철도는 주로 중국 기업이 건설했으며 총 자금의 약 90%가 중국에서, 약 10%가 케냐 정부에서 지원했다. 나이바샤를 기존 노선과 우간다 국경까지 연결하는 2단계 건설도 진행 중이다.
2020년 8월 11일, 나이로비 현 의회 의장 베아트리스 엘라치가 사임했다. 2020년 12월 21일, 최근 선출된 나이로비 현의회 의장 벤슨 무투라가 전임 나이로비 지사 마이크 손코가 탄핵되어 해임된 지 4일 만에 나이로비 지사 대행으로 취임했다. 무투라가 지사 대행으로 취임할 당시(최소 60일 동안 유지될 예정) 나이로비에는 부지사도 없었다.

### 최근 개발 현황
나이로비는 최근 몇 년 동안 여러 주요 인프라 프로젝트를 추진했다. 2022년에 완공된 나이로비 고속도로는 몬바사 도로의 교통 혼잡을 줄이기 위해 개발되었다. 또한, 대중교통 개선 노력의 일환으로 그린 파크 버스 터미널이 2021년에 운영을 시작했다. 케냐 정부의 저렴한 주택 프로그램에 따라 도시의 증가하는 인구를 수용하기 위해 다양한 주택 개발이 진행 중이다.

## 지리

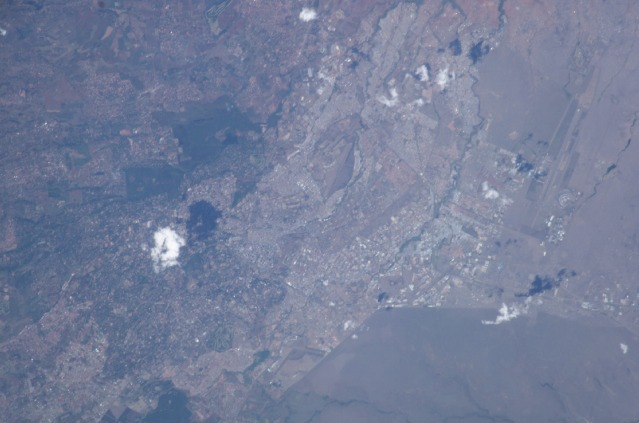
나이로비의 위성 사진

나이로비는 남위 1° 09′  동경 36° 39′  / 남위 1.150°  동경 36.650° 와 남위 1° 27′  동경 37° 06′  / 남위 1.450°  동경 37.100°  사이에 있으며 696 제곱킬로미터 (69,600 ha)를 차지한다.
나이로비는 캄팔라와 몸바사 도시 사이에 있다. 나이로비는 지구대 동쪽 가장자리에 인접해 있어 가끔 경미한 지진과 진동이 발생한다. 도시 서쪽에 있는 응공 언덕은 나이로비 지역의 가장 두드러진 지리적 특징이다. 케냐산은 나이로비 북쪽에, 킬리만자로산은 남동쪽에 있다.
나이로비강과 그 지류는 나이로비현을 가로질러 흐르며, 현 동쪽 가장자리에서 더 큰 아티강과 합류한다.
노벨 평화상 수상자인 왕가리 마타이는 주택 및 기타 인프라로 대체될 위협에 처해 있던 나이로비 북부의 토착 카루라숲을 구하기 위해 격렬하게 싸웠다.
나이로비의 서부 교외는 남쪽의 케냐타 국립 병원에서 북쪽의 기기리 교외에 있는 유엔 본부까지 약 20 km에 걸쳐 뻗어 있다. 도시는 중앙 업무 지구에 있는 시티 스퀘어를 중심으로 한다. 케냐 국회의사당 건물, 성 가족 대성당, 나이로비 시청, 나이로비 법원, 케냐타 컨벤션 센터가 모두 이 광장을 둘러싸고 있다.

### 기후

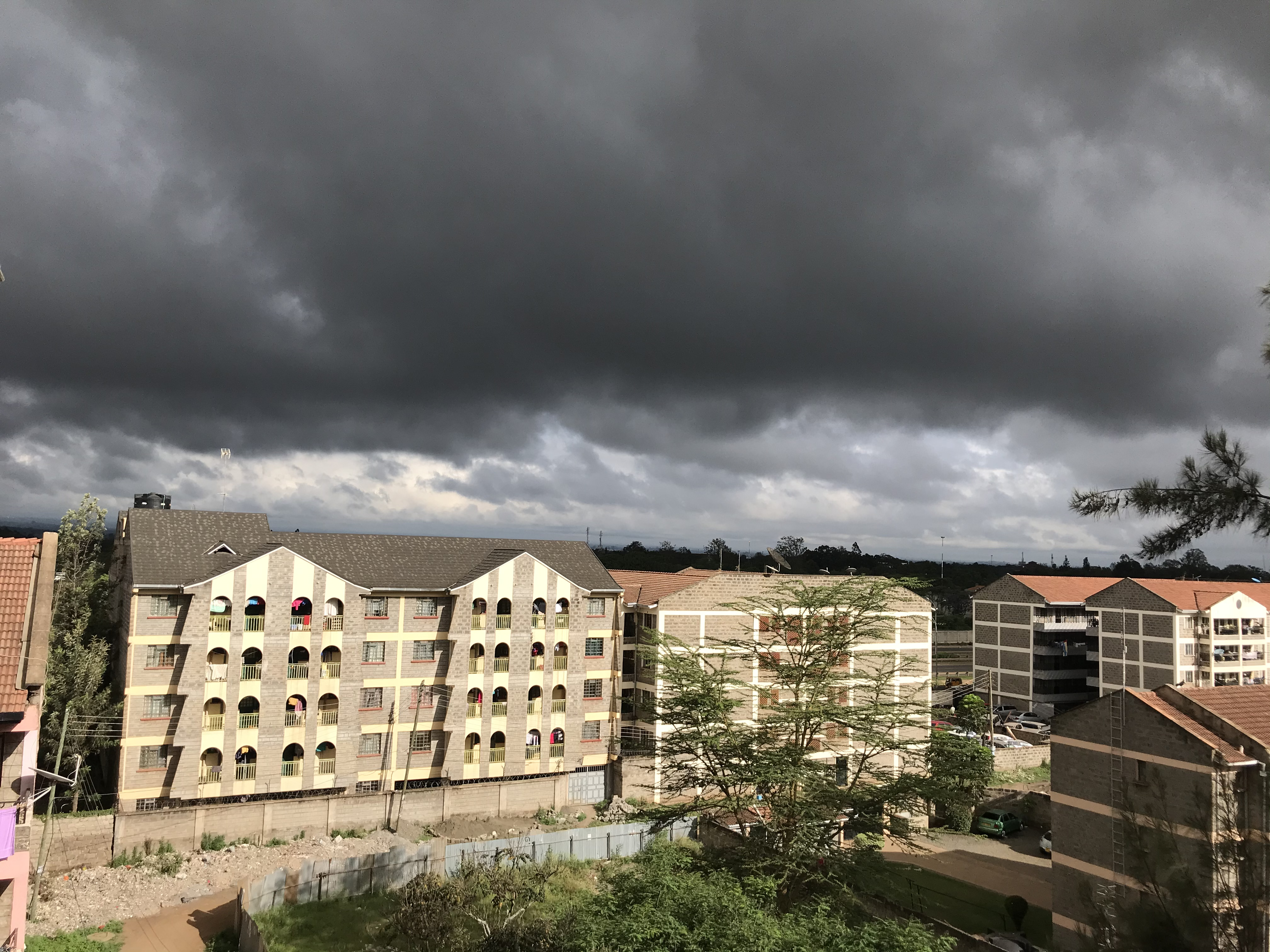
주택 위로 형성되는 비구름 (2019년 12월)

쾨펜의 기후 구분에 따르면 나이로비는 아열대 고원 기후 (Cwb)를 가진다. 해발 1,795 m에 있어 특히 6월/7월에는 저녁이 시원하며 기온이 최저 9°C까지 떨어질 수 있다. 한 해 중 가장 화창하고 따뜻한 시기는 12월부터 3월까지로, 낮 기온은 섭씨 20도 후반을 유지한다. 이 기간 동안의 평균 최고 기온은 28°C이다.
우기가 있지만 강우량은 보통일 수 있다. 한 해 중 가장 흐린 시기는 첫 우기가 지난 직후부터 9월까지이며, 이때는 보통 흐리고 이슬비가 내린다. 나이로비는 적도에 가깝게 위치해 있어 계절 간 차이가 미미하다. 계절은 우기와 건기로 불린다. 일출과 일몰 시간은 같은 이유로 일년 내내 거의 변하지 않는다.
| 나이로비 (조모 케냐타 국제공항), 해발고도 1,1615 m 지점(1991~2020년 평균값, 1961~1990년 극값, 1999년~현재)의 기후 | 나이로비 (조모 케냐타 국제공항), 해발고도 1,1615 m 지점(1991~2020년 평균값, 1961~1990년 극값, 1999년~현재)의 기후 | 나이로비 (조모 케냐타 국제공항), 해발고도 1,1615 m 지점(1991~2020년 평균값, 1961~1990년 극값, 1999년~현재)의 기후 | 나이로비 (조모 케냐타 국제공항), 해발고도 1,1615 m 지점(1991~2020년 평균값, 1961~1990년 극값, 1999년~현재)의 기후 | 나이로비 (조모 케냐타 국제공항), 해발고도 1,1615 m 지점(1991~2020년 평균값, 1961~1990년 극값, 1999년~현재)의 기후 | 나이로비 (조모 케냐타 국제공항), 해발고도 1,1615 m 지점(1991~2020년 평균값, 1961~1990년 극값, 1999년~현재)의 기후 | 나이로비 (조모 케냐타 국제공항), 해발고도 1,1615 m 지점(1991~2020년 평균값, 1961~1990년 극값, 1999년~현재)의 기후 | 나이로비 (조모 케냐타 국제공항), 해발고도 1,1615 m 지점(1991~2020년 평균값, 1961~1990년 극값, 1999년~현재)의 기후 | 나이로비 (조모 케냐타 국제공항), 해발고도 1,1615 m 지점(1991~2020년 평균값, 1961~1990년 극값, 1999년~현재)의 기후 | 나이로비 (조모 케냐타 국제공항), 해발고도 1,1615 m 지점(1991~2020년 평균값, 1961~1990년 극값, 1999년~현재)의 기후 | 나이로비 (조모 케냐타 국제공항), 해발고도 1,1615 m 지점(1991~2020년 평균값, 1961~1990년 극값, 1999년~현재)의 기후 | 나이로비 (조모 케냐타 국제공항), 해발고도 1,1615 m 지점(1991~2020년 평균값, 1961~1990년 극값, 1999년~현재)의 기후 | 나이로비 (조모 케냐타 국제공항), 해발고도 1,1615 m 지점(1991~2020년 평균값, 1961~1990년 극값, 1999년~현재)의 기후 | 나이로비 (조모 케냐타 국제공항), 해발고도 1,1615 m 지점(1991~2020년 평균값, 1961~1990년 극값, 1999년~현재)의 기후 |
| 월 | 1월 | 2월 | 3월 | 4월 | 5월 | 6월 | 7월 | 8월 | 9월 | 10월 | 11월 | 12월 | 연간 |
| --- | --- | --- | --- | --- | --- | --- | --- | --- | --- | --- | --- | --- | --- |
| 역대 최고 기온 °C (°F)                                                                                            | 32.2 (90.0) | 33.6 (92.5) | 32.5 (90.5) | 32.2 (90.0) | 32.4 (90.3) | 29.0 (84.2) | 29.4 (84.9) | 32.2 (90.0) | 32.5 (90.5) | 35.7 (96.3) | 32.2 (90.0) | 32.2 (90.0) | 35.7 (96.3) |
| 일평균 최고 기온 °C (°F)                                                                                          | 26.9 (80.4) | 28.1 (82.6) | 28.3 (82.9) | 26.2 (79.2) | 24.9 (76.8) | 23.7 (74.7) | 23.6 (74.5) | 24.1 (75.4) | 26.3 (79.3) | 26.9 (80.4) | 25.3 (77.5) | 25.8 (78.4) | 25.8 (78.5) |
| 일일 평균 기온 °C (°F)                                                                                            | 20.3 (68.5) | 20.9 (69.6) | 21.6 (70.9) | 20.7 (69.3) | 19.8 (67.6) | 18.5 (65.3) | 17.7 (63.9) | 18.2 (64.8) | 19.4 (66.9) | 20.4 (68.7) | 19.9 (67.8) | 19.7 (67.5) | 19.8 (67.6) |
| 일평균 최저 기온 °C (°F)                                                                                          | 14.2 (57.6) | 14.1 (57.4) | 15.2 (59.4) | 15.6 (60.1) | 14.8 (58.6) | 13.1 (55.6) | 11.9 (53.4) | 12.5 (54.5) | 12.9 (55.2) | 14.6 (58.3) | 15.4 (59.7) | 14.8 (58.6) | 14.1 (57.4) |
| 역대 최저 기온 °C (°F)                                                                                            | 3.2 (37.8) | 5.8 (42.4) | 7.2 (45.0) | 9.8 (49.6) | 6.3 (43.3) | 6.1 (43.0) | 2.8 (37.0) | 4.4 (39.9) | 4.2 (39.6) | 5.4 (41.7) | 7.8 (46.0) | 5.3 (41.5) | 2.8 (37.0) |
| 평균 강수량 mm (인치)                                                                                             | 57.8 (2.28) | 36.2 (1.43) | 74.7 (2.94) | 130.2 (5.13) | 101.9 (4.01) | 28.8 (1.13) | 10.9 (0.43) | 18.5 (0.73) | 16.9 (0.67) | 50.0 (1.97) | 130.6 (5.14) | 85.4 (3.36) | 741.9 (29.22) |
| 평균 강수일수 (≥ 1.0 mm)                                                                                          | 4.4 | 3.5 | 7.1 | 10.7 | 8.9 | 3.6 | 1.8 | 2.2 | 2.3 | 6.4 | 13.8 | 7.3 | 72 |
| 평균 상대 습도 (%)                                                                                                | 69 | 63 | 66 | 77 | 79 | 76 | 74 | 71 | 67 | 67 | 77 | 76 | 72 |
| 평균 월간 일조시간                                                                                                | 282.1 | 265.6 | 263.5 | 204.0 | 179.8 | 159.0 | 124.0 | 124.0 | 168.0 | 213.9 | 204.0 | 254.2 | 2,442.1 |
| 평균 일일 일조시간                                                                                                | 9.1 | 9.4 | 8.5 | 6.8 | 5.8 | 5.3 | 4.0 | 4.0 | 5.6 | 6.9 | 6.8 | 8.2 | 6.7 |
| 출처 1: 독일 기상청 (습도 및 일조시간 1961~1990년 데이터)                                                         | | | | | | | | | | | | | |
| 출처 2: Starlings Roost Weather                                                                                   | | | | | | | | | | | | | |

| 나이로비 (다그레티) 1961~1990년, 1955~1982년 및 1984년~현재 극값의 기후                | 나이로비 (다그레티) 1961~1990년, 1955~1982년 및 1984년~현재 극값의 기후 | 나이로비 (다그레티) 1961~1990년, 1955~1982년 및 1984년~현재 극값의 기후 | 나이로비 (다그레티) 1961~1990년, 1955~1982년 및 1984년~현재 극값의 기후 | 나이로비 (다그레티) 1961~1990년, 1955~1982년 및 1984년~현재 극값의 기후 | 나이로비 (다그레티) 1961~1990년, 1955~1982년 및 1984년~현재 극값의 기후 | 나이로비 (다그레티) 1961~1990년, 1955~1982년 및 1984년~현재 극값의 기후 | 나이로비 (다그레티) 1961~1990년, 1955~1982년 및 1984년~현재 극값의 기후 | 나이로비 (다그레티) 1961~1990년, 1955~1982년 및 1984년~현재 극값의 기후 | 나이로비 (다그레티) 1961~1990년, 1955~1982년 및 1984년~현재 극값의 기후 | 나이로비 (다그레티) 1961~1990년, 1955~1982년 및 1984년~현재 극값의 기후 | 나이로비 (다그레티) 1961~1990년, 1955~1982년 및 1984년~현재 극값의 기후 | 나이로비 (다그레티) 1961~1990년, 1955~1982년 및 1984년~현재 극값의 기후 | 나이로비 (다그레티) 1961~1990년, 1955~1982년 및 1984년~현재 극값의 기후 |
| 월                                                                                     | 1월                                                                     | 2월                                                                     | 3월                                                                     | 4월                                                                     | 5월                                                                     | 6월                                                                     | 7월                                                                     | 8월                                                                     | 9월                                                                     | 10월                                                                    | 11월                                                                    | 12월                                                                    | 연간                                                                    |
| -------------------------------------------------------------------------------------- | ----------------------------------------------------------------------- | ----------------------------------------------------------------------- | ----------------------------------------------------------------------- | ----------------------------------------------------------------------- | ----------------------------------------------------------------------- | ----------------------------------------------------------------------- | ----------------------------------------------------------------------- | ----------------------------------------------------------------------- | ----------------------------------------------------------------------- | ----------------------------------------------------------------------- | ----------------------------------------------------------------------- | ----------------------------------------------------------------------- | ----------------------------------------------------------------------- |
| 역대 최고 기온 °C (°F)                                                                 | 34.8 (94.6)                                                             | 33.5 (92.3)                                                             | 32.9 (91.2)                                                             | 7.8 (46.0)                                                              | 7.9 (46.2)                                                              | 4.4 (39.9)                                                              | 1.1 (34.0)                                                              | 2.9 (37.2)                                                              | 3.9 (39.0)                                                              | 5.5 (41.9)                                                              | 6.7 (44.1)                                                              | 6.2 (43.2)                                                              | 34.8 (94.6)                                                             |
| 일평균 최고 기온 °C (°F)                                                               | 25.5 (77.9)                                                             | 26.7 (80.1)                                                             | 27.7 (81.9)                                                             | 25.8 (78.4)                                                             | 23.5 (74.3)                                                             | 22.5 (72.5)                                                             | 22.0 (71.6)                                                             | 22.7 (72.9)                                                             | 25.0 (77.0)                                                             | 25.7 (78.3)                                                             | 24.0 (75.2)                                                             | 24.5 (76.1)                                                             | 24.6 (76.4)                                                             |
| 일일 평균 기온 °C (°F)                                                                 | 19.7 (67.5)                                                             | 20.2 (68.4)                                                             | 21.0 (69.8)                                                             | 19.5 (67.1)                                                             | 17.8 (64.0)                                                             | 16.3 (61.3)                                                             | 15.6 (60.1)                                                             | 15.9 (60.6)                                                             | 17.3 (63.1)                                                             | 18.5 (65.3)                                                             | 18.4 (65.1)                                                             | 18.1 (64.6)                                                             | 18.2 (64.7)                                                             |
| 일평균 최저 기온 °C (°F)                                                               | 12.7 (54.9)                                                             | 12.7 (54.9)                                                             | 13.8 (56.8)                                                             | 14.0 (57.2)                                                             | 12.1 (53.8)                                                             | 10.0 (50.0)                                                             | 9.2 (48.6)                                                              | 9.1 (48.4)                                                              | 9.7 (49.5)                                                              | 11.3 (52.3)                                                             | 12.7 (54.9)                                                             | 11.7 (53.1)                                                             | 11.6 (52.9)                                                             |
| 역대 최저 기온 °C (°F)                                                                 | 3.3 (37.9)                                                              | 2.2 (36.0)                                                              | 6.7 (44.1)                                                              | —                                                                       | —                                                                       | —                                                                       | —                                                                       | —                                                                       | —                                                                       | —                                                                       | —                                                                       | —                                                                       | 2.2 (36.0)                                                              |
| 평균 강수량 mm (인치)                                                                  | 58.3 (2.30)                                                             | 49.8 (1.96)                                                             | 92.2 (3.63)                                                             | 242.3 (9.54)                                                            | 189.5 (7.46)                                                            | 38.6 (1.52)                                                             | 17.6 (0.69)                                                             | 24.0 (0.94)                                                             | 31.2 (1.23)                                                             | 60.8 (2.39)                                                             | 149.6 (5.89)                                                            | 107.6 (4.24)                                                            | 1,061.5 (41.79)                                                         |
| 평균 강수일수 (≥ 1.0 mm)                                                               | 4                                                                       | 4                                                                       | 8                                                                       | 15                                                                      | 13                                                                      | 5                                                                       | 3                                                                       | 4                                                                       | 4                                                                       | 7                                                                       | 14                                                                      | 9                                                                       | 90                                                                      |
| 평균 상대 습도 (%)                                                                     | 60                                                                      | 56                                                                      | 62                                                                      | 71                                                                      | 73                                                                      | 73                                                                      | 73                                                                      | 71                                                                      | 64                                                                      | 63                                                                      | 71                                                                      | 66                                                                      | 67                                                                      |
| 평균 월간 일조시간                                                                     | 288.3                                                                   | 266.0                                                                   | 267.0                                                                   | 204.0                                                                   | 189.1                                                                   | 159.0                                                                   | 130.2                                                                   | 127.1                                                                   | 180.0                                                                   | 226.3                                                                   | 198.0                                                                   | 257.3                                                                   | 2,492.3                                                                 |
| 평균 일일 일조시간                                                                     | 9.3                                                                     | 9.3                                                                     | 8.6                                                                     | 6.8                                                                     | 6.1                                                                     | 5.3                                                                     | 4.2                                                                     | 4.1                                                                     | 6.0                                                                     | 7.3                                                                     | 6.6                                                                     | 8.3                                                                     | 6.8                                                                     |
| 출처 1: NOAA                                                                           |                                                                         |                                                                         |                                                                         |                                                                         |                                                                         |                                                                         |                                                                         |                                                                         |                                                                         |                                                                         |                                                                         |                                                                         |                                                                         |
| 출처 2: 독일 기상청 (극값 1955–1982 및 습도, 1961–1990), Meteo Climat (극값 1984–현재) |                                                                         |                                                                         |                                                                         |                                                                         |                                                                         |                                                                         |                                                                         |                                                                         |                                                                         |                                                                         |                                                                         |                                                                         |                                                                         |

### 나이로비 광역권
나이로비는 대나이로비 광역권 내에 있는데 광역권은 케냐 47개 현 중 5개 현의 일부로 구성되어 있으며, 2022년 케냐 국립 통계청 자료에 따르면 전체 국가 GDP의 약 40%를 차지한다. 나이로비 현은 동일 보고서에 따르면 국가 GDP의 27.5%를 기여하며, 키암부 현이 5.9%로 2위를 차지한다.

### 구역 및 근교

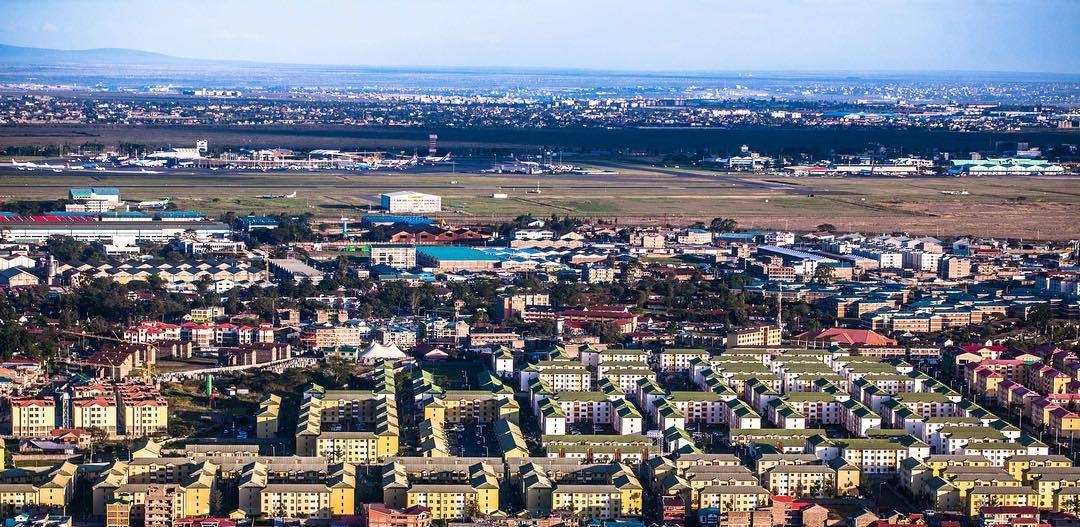
2003년 나이로비 남부 교외

나이로비는 의회에서 국회의원이 대표하는 여러 선거구로 나뉜다. 2010년 헌법 개정 이전의 초기 선거구는 마카다라, 카무쿤지, 스타레헤, 랑아타, 다고레티, 웨스트랜즈, 카사라니, 엠바카시였다. 이후 개정된 새로운 선거구는 엠바카시 북부, 엠바카시 남부, 엠바카시 중부, 엠바카시 동부, 엠바카시 서부, 마카다라, 카무쿤지, 스타레헤, 마타레, 웨스트랜즈, 다고레티 북부, 다고레티 남부, 랑아타, 키브라, 루아라카, 로이삼부, 카사라니이다. 나이로비의 주요 행정 구역은 중부, 다고레티, 엠바카시, 카사라니, 키베라, 마카다라, 푸마니, 그리고 웨스트랜즈이다. 대부분의 부유층 교외는 나이로비 서쪽과 북중부에 있으며, 식민지 시대에 대부분의 유럽 정착민들이 거주했던 곳이다(AKA '우바비니'). 여기에는 카렌, 랑아타, 래빙턴, 기기리, 무타이가, 브룩사이드, 스프링 밸리, 로레쇼, 킬리마니, 킬레레슈와, 얼링엄, 룬다, 키티수루, 니아리, 키유나, 하부 카베테, 웨스트랜즈, 하이드리지가 포함되지만, 캉게미, 카왕와레,  다그레티는 이 부유한 교외 지역 근처의 저소득 지역이다. 이 도시의 식민지 역사는 많은 영어 지명으로 계속 남아 있다.
대부분의 중하위 및 중상위 소득 지역은 하이드리지, 파크랜즈, 은가라, 판가니와 같은 북중부 지역과 조모 케냐타 국제공항 근처의 광역권 남서부 및 남동부 지역에 있다. 가장 주목할 만한 지역으로는 애비뉴 파크, 페다, 파이프라인, 돈홀름, 그린필즈, 은야요, 타시아, 바라카, 나이로비 서부, 마다라카, 시와카, 사우스 B, 사우스 C, 무고야, 리버뱅크, 하시나, 부루 부루, 우후루, 하람비 시민 봉사자, 아키바, 키마티, 파이오니어, 중동부의 코마 록과 북동부 지역의 카사라니 등이 있다. 저소득 및 저소득층 주택 단지는 주로 나이로비 극동부에 있다. 여기에는 우모자, 카리오코르, 단도라, 카리오방기, 카욜레, 루아이, 카물루, 엠바카시, 후루마가 포함된다. 키텡겔라 교외는 남동쪽에 더 멀리 떨어져 있지만 옹가타 롱가이와 키세리안은 남서쪽에, 은공/엠불불 교외(일명 '디아스포라')는 극서쪽에 위치하며 대나이로비 광역권의 일부로 간주된다. 나이로비 주민의 90% 이상이 나이로비 광역권 내에서 공식 및 비공식 부문에서 일한다. 많은 소말리아 이민자들도 "작은 모가디슈"라는 별명을 가진 이스트레이에 정착했다. 다음은 모든 Nairobi Postal Codes – nairobipostalcodes.org 목록이다.

#### 키베라 빈민가

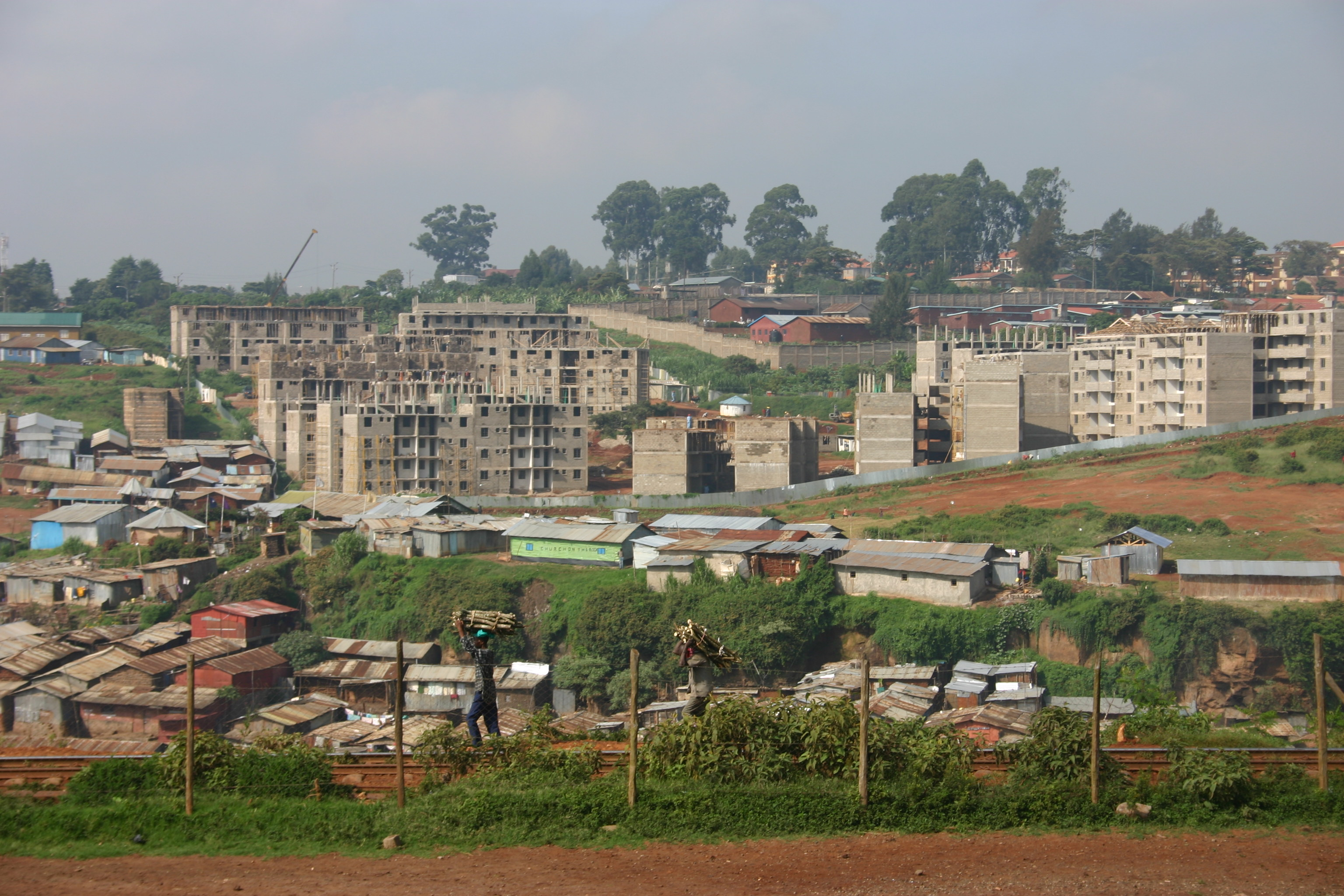
케냐 주택부와 유엔 해비타트의 활동으로 새로운 아파트로 개선되고 있는 키베라 빈민가

나이로비의 키베라 빈민가는 케냐 정부의 조사에 따르면 인구 185,777명으로 추정된다. 그러나 비정부 출처에선 일반적으로 키베라를 구성하는 지역에 따라 빈민가 인구가 50만 명에서 100만 명 사이로 추정한다.

## 공원 및 정원

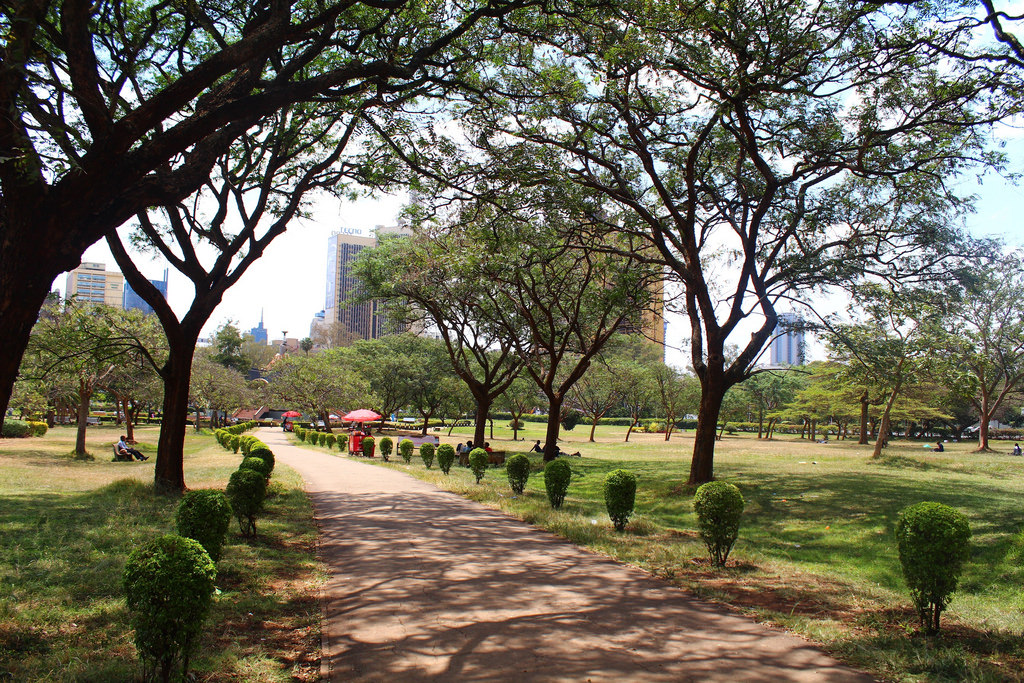
센트럴 파크

나이로비에는 도시 곳곳에 많은 공원과 열린 공간이 있다. 도시의 대부분은 울창한 나무와 푸른 공간이 많다.

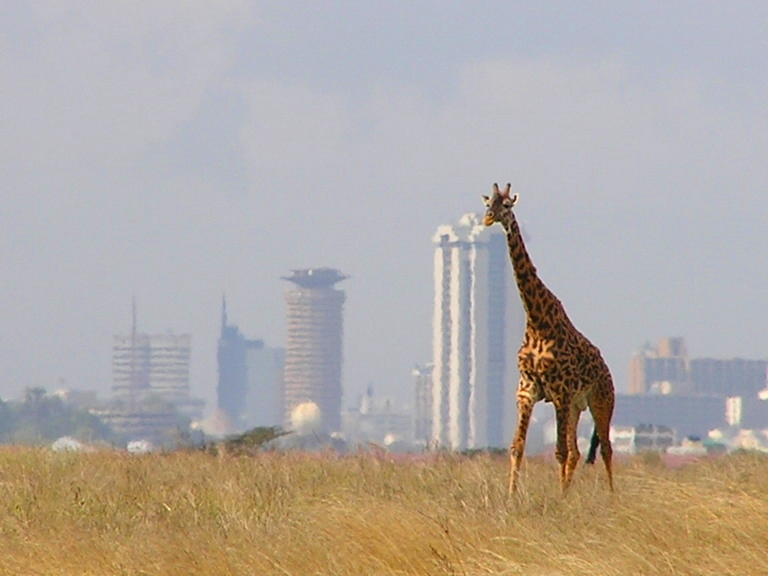
나이로비 국립공원에 있는 외로운 기린. 배경에는 나이로비의 스카이라인이 보인다.

나이로비에서 가장 유명한 공원은 우후루 공원이다. 이 공원은 중앙 업무 지구와 어퍼 힐 지역과 접해 있다. 우후루(스와힐리어로 자유) 공원은 야외 연설, 예배, 집회를 위한 장소이다. 이 공원은 전 대통령 대니얼 아랍 모이 시절 개발될 예정이었는데, 그는 자신의 당인 케냐 아프리카 민족동맹의 62층 본부를 이 공원에 세우기를 원했다. 그러나 이 공원은 노벨 평화상 수상자인 왕가리 마타이의 반대 운동으로 보존되었다.
센트럴 파크는 우후루 공원과 인접해 있으며, 케냐의 초대 대통령인 조모 케냐타 기념비와 1988년 두 번째 대통령의 첫 10년을 기념하기 위해 세워진 모이 기념비가 있다.
우후루 공원과 센트럴 파크는 당시 나이로비 광역 서비스(NMS)와 케냐 국방군의 활동으로 개조되었다. 이 과정은 2023년 9월에 시작되었으며, 폭포수, 개선된 위생 시설, 스케이트보드 구역, 보행자 친화적인 산책로 등 여러 핵심 요소가 있다. 또한 토착 야생 동상, 세심하게 가꾼 잔디밭, 무성한 나무, 개선된 보도, 확장된 녹지 공간도 강조한다. 식물학 구역도 설립되어 케냐의 풍부한 식물 유산을 반영하기 위해 다양한 꽃과 식물 종을 전시한다.
지반지 공원은 중앙 업무 지구 내에 위치하며 도보, 개인 차량 및 대중 교통으로 쉽게 접근할 수 있다. 나이로비에서 가장 역사적이고 오래된 공공 녹지 공간 중 하나인 이 공원은 20세기 초 아시아 산업가 A.M. 지반지의 후원으로 조성되었다.
존 미추키 기념 공원은 나이로비강을 따라 글로브 시네마 원형 교차로에서 박물관 다리까지 뻗어 있다. 이전에 마진기라 공원으로 알려졌으며, 2020년 8월 우후루 케냐타 대통령의 명령으로 케냐 산림청, 케냐 산림 연구소 (KEFRI), 국립 환경 관리국 (NEMA)이 재단장을 한 후 재개장되었다. 이 공원은 환경부 장관 시절 나이로비 강과 주변 지역 복원에 중요한 역할을 했던 고(故) 내각 장관 존 미추키를 기리기 위해 명명되었다.
E. 바티스콤브가 1907년에 산림 수종 시험장으로 설립한 나이로비 수목원은 30헥타르 규모의 식물 보호 구역으로, 350종 이상의 나무를 보유하고 있으며 레저 목적과 연구 허브 역할을 동시에 수행한다. 이 곳은 케냐 국회의사당 근처에 있다.
도시 기반의 자연 보호 구역인 카루라 숲에는 자연 산책로, 피크닉 장소, 동굴, 폭포가 있다. 이 지역에는 200종이 넘는 조류가 서식하고 있어 조류 관찰에 탁월한 장소이다. 산책로를 걷다 보면 원숭이와 덤불영양을 엿볼 수도 있다.
나이로비 시립 공원은 포레스트 로드와 리무루 로드 사이에 있다. 나이로비에서 가장 오래되고 광대한 도시 녹지 공간 중 하나로, 60 ha 이상에 면적에 걸쳐 있으며 상당한 생태적 가치를 지닌다. 한때 이 지역을 덮었던 토착림의 마지막 남은 조각 중 하나를 보존하고 있다. 이 공원은 사이키스 원숭이, 다양한 조류 종, 다양한 토착 식물 생활을 포함한 풍부한 생물 다양성의 고향이다. 시립 공원은 제1차 세계 대전 및 제2차 세계 대전 참전 용사의 묘지를 보유하고 있으며, 자유 투사 피오 가마 핀토와 전 부통령 조지프 무룸비와 같은 저명한 인물의 최종 안식처이기도 한 역사적 중요성을 지닌다. 이들의 기념 정원은 공원 부지 내에 있다.
올로루아 자연 산책로는 나이로비 카렌 지역의 올로루아 숲에 있다. 케냐 영장류 연구소(KIPRE)의 관리 하에 있으며, 자연 산책, 조류 관찰, 자연 환경 즐기기 기회를 제공한다. 주요 명소로는 역사적으로 마우마우 전사들이 사용했던 37미터 깊이의 천연 동굴, 음바가티강으로 흐르는 아름다운 폭포, 대나무 휴식처, 파피루스 늪이 있다.
응공 로드 숲 보호구역에는 키 큰 나무 사이를 굽이굽이 흐르는 걷기 및 조깅 경로가 있으며, 이곳에는 다양한 조류 종이 서식하고 가끔 사이키스 원숭이가 목격되기도 한다. 이 지역에는 피크닉 장소와 어린이 놀이터도 포함되어 있다. 또한, 응공 로드 숲에는 토착 나무숲 그늘 아래로 이어지는 자전거 도로도 있다.
랑아타 식물원은 랑아타 사우스 로드를 따라 있는 사설 레크리에이션 정원이다. 이 지역은 수많은 토착 나무, 넓게 잘 가꿔진 잔디밭, 다양한 어종이 서식하는 석호가 있다.
다른 사설 식물원으로는 키티수루에 있는 마리파 공원 식물원과 나이로비 니아리에 있는 에나키의 파이브 센시스 식물원이 있다.
나이로비 식물원은 케냐 국립 박물관 내에 있다. 나이로비 식물원은 특정 보존 주제를 강조하는 테마별 섹션으로 구성되어 있다. 예를 들어, 어린이 정원은 식물학과 서식지에 중점을 두어 방문객들이 토착 식물과 외래 식물을 배우면서 넓은 잔디밭과 야외 원형 극장을 즐길 수 있는 공간을 제공한다. 다른 섹션으로는 중요한 식용 식물을 전시하는 잔디 정원, 약용 식물 및 식용 식물을 위한 허브 정원, 건조한 환경에 대한 식물 적응을 보여주는 다육 식물 정원, 이전 채석장에서 변형된 채석장 정원, 그리고 상징적인 식물과 수경 시설로 제2차 세계 대전을 기념하는 기념 정원이 있다.
8월 7일 기념 공원은 1998년 미국 대사관 폭탄 테러 현장에 있으며 평온함을 제공하는 녹지 공간을 특징으로 한다.

### 공공 장소에 대한 위협
나이로비의 1948년 식민지 마스터 플랜은 여전히 도시 계획과 관련된 의사 결정을 위한 지배적인 메커니즘으로 작용하고 있다. 당시 25만 명을 위해 설계된 마스터 플랜은 나이로비 토지의 28%를 공공 공간으로 할당했지만, 급격한 인구 증가로 인해 도시 내 공공 공간의 활력은 점점 더 위협받고 있다. 예를 들어, 나이로비의 유일한 자연 공원인 시티 파크는 원래 60 ha (150 ac)였지만, 1980년대부터 시작된 불법 점거 및 불법 양도를 통해 약 20 ha (50 ac)의 토지를 개인 개발로 잃었다.

## 정치적 행정 구역

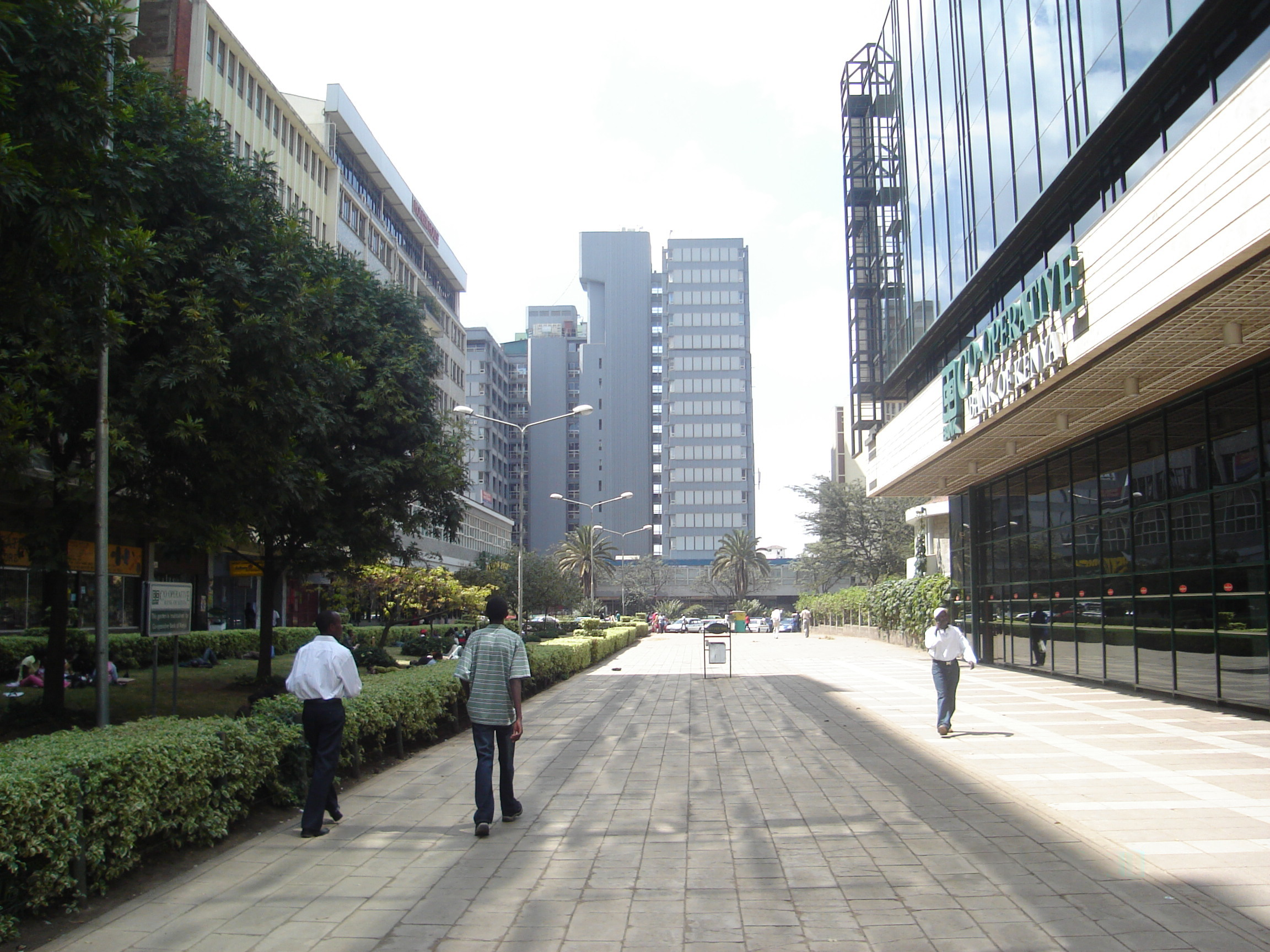
케냐 협동조합은행 본사

나이로비시는 완전한 행정현의 지위를 누린다.
원래 나이로비는 2013년 이전까지 케냐의 8개 주 중 하나였다. 나이로비주는 다른 케냐 지역과 여러 면에서 달랐다. 나이로비주는 2007년에 3개의 지구가 생성될 때까지 "지구"로 나뉘지 않았다. 2010년 새로운 헌법과 함께 나이로비는 현으로 이름이 변경되었고 도시현으로 통합되었다. 이 현은 전적으로 도시 지역이다. 2013년 3월 새로운 헌법이 발효된 후 나이로비현으로 대체된 나이로비 시의회라는 하나의 지방 의회만 있었다.
나이로비 현에는 17개의 선거구가 있다. 선거구 명칭은 실제 행정 구역 명칭과 다를 수 있는데, 스타레헤 선거구는 중부 행정 구역과, 랑아타 선거구는 키베라 행정 구역과, 카무쿤지 선거구는 푸마니 행정 구역과 경계가 일치한다.

### 선거구
나이로비는 17개의 선거구와 85개의 구역으로 나뉘며, 대부분 주거 단지의 이름을 따서 명명되었다. 예를 들어, 키베라 구역에는 키베라 (케냐에서 가장 큰 빈민가)뿐만 아니라 카렌과 랑아타의 부유한 단지도 포함된다.
| 선거구        | 공동체                                                                              |
| ------------- | ----------------------------------------------------------------------------------- |
| 다그레티 북부 | 킬리마니 · 카왕와레 · 가티나 · 킬레레슈와 · 카비로                                  |
| 다그레티 남부 | 무투이니 · 은간도 · 리루타 · 우티루/루티미투 · 와이타카                             |
| 랑아타        | 카렌 · 나이로비 서부 · 무구모이니 · 사우스 C · 은야요 하이라이즈 · 오티엔데         |
| 키브라        | 라이니 사바 · 린디 · 마키나 · 우들리/케냐타 골프 코스 · 사랑곰베                    |
| 카사라니      | 클레이 시티 · 음위키 · 카사라니 · 은지루 · 루아이 · 카물루                          |
| 로이삼부      | 로이삼부 · 가든 에스테이트 · 리지웨이 · 기투라이 · 카하와 서부 · 짐머만 · 카하와    |
| 루아라카      | 바바도고 · 우탈리 · 마타레 북부 · 럭키 섬머 · 코로고초                              |
| 엠바카시 중앙 | 카욜레 북부 · 카욜레 북중부 · 카욜레 남부 · 코마록 · 마토페니/스프링 밸리           |
| 엠바카시 동부 | 어퍼 사반나 · 로어 사반나 · 엠바카시 · 우타왈라 · 미항오                            |
| 엠바카시 북부 | 카리오방기 북부 · 단도라 지역 I · 단도라 지역 II · 단도라 지역 III · 단도라 지역 IV |
| 엠바카시 남부 | 이마라 다이마 · 콰 은젱가 · 콰 루벤 · 파이프라인 · 콰레                             |
| 엠바카시 서부 | 우모자 I · 우모자 II · 모울렘 · 카리오방기 남부                                     |
| 카무쿤지      | 푸마니 · 이스트레이 북부 · 이스트레이 남부 · 공군기지 · 캘리포니아                  |
| 마카다라      | 마링고/함자 · 비완다니 · 하람비 · 마콩게니 · 음보텔라 · 바하티                      |
| 마타레        | 병원 · 마바티니 · 후루마 · 은게이 · 음랑고 쿱와 · 키아마이코                        |
| 스타레헤      | 나이로비 중앙 · 은가라 · 판가니 · 지와니/카리오코르 · 란디마웨 · 나이로비 남부      |
| 웨스트랜즈    | 키티수루 · 파크랜즈/하이드리지 · 카루라 · 캉게미 · 마운틴 뷰                        |

나이로비 GPO (중앙우체국) 우편번호는 00100이다.

## 경제

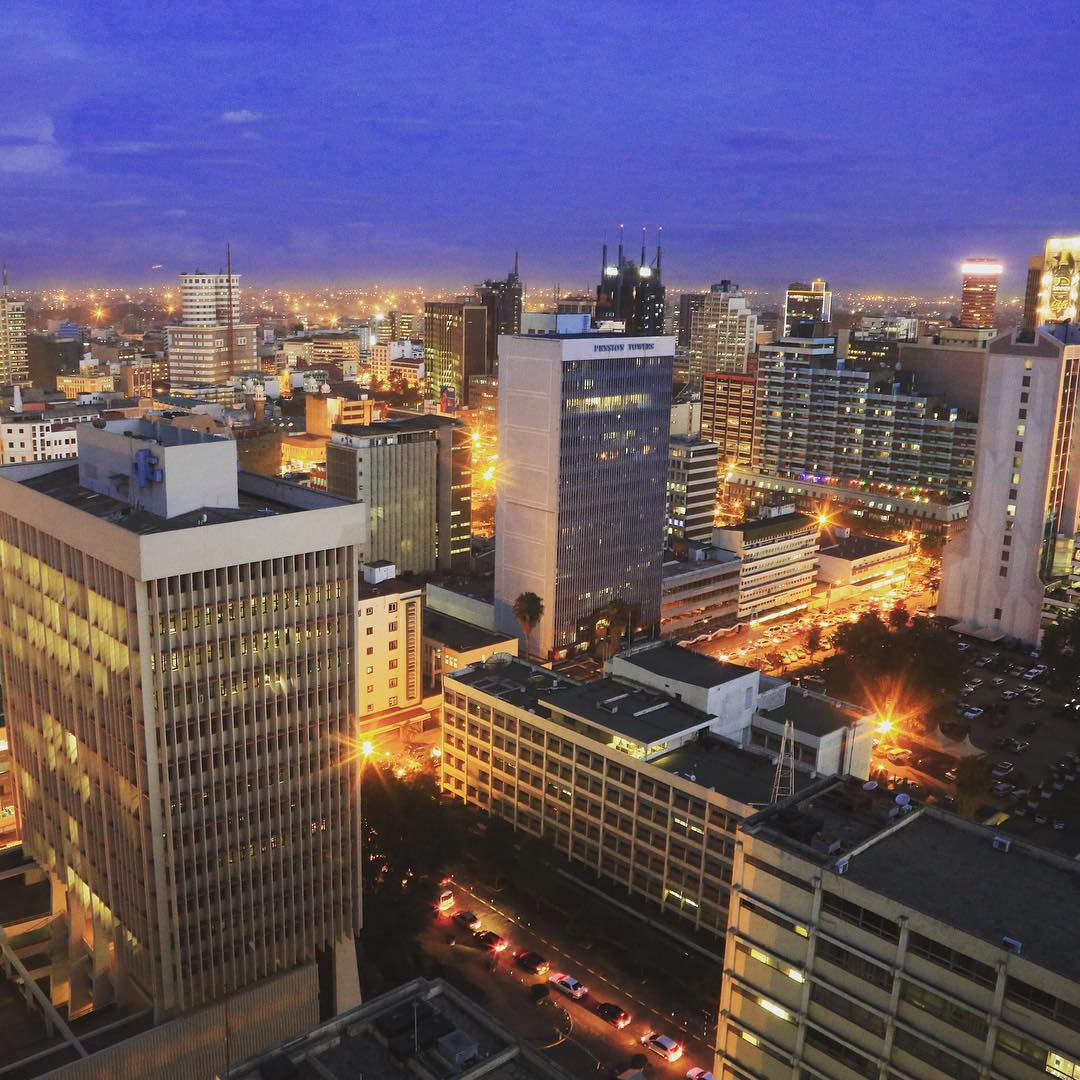
나이로비는 아프리카의 주요 금융 중심지이자 아프리카에서 가장 현대적인 도시 중 하나이다.

나이로비는 아프리카에서 가장 큰 증권거래소 중 하나인 나이로비 증권거래소(NSE)의 본거지이다. NSE는 1953년 런던 증권거래소에서 해외 증권거래소로 공식 인정되었다. 이 거래소는 거래량 측면에서 아프리카에서 네 번째로 크고, GDP 대비 시가총액 측면에서 다섯 번째로 크다.
나이로비는 여러 국제 기업 및 단체의 지역 본부도 있다. 2007년 제너럴 일렉트릭, 영 앤드 루비컴, 구글, 코카콜라, IBM, 시스코 시스템즈는 아프리카 지부를 나이로비로 이전했다. 유엔 나이로비 사무국은 유엔 환경 및 유엔-해비타트 본부를 유치했다.
아프리카 최대 기업 중 다수가 나이로비에 본사를 두고 있다. 자산 및 수익성 측면에서 케냐 최대 기업인 사파리컴은 나이로비에 본사를 두고 있으며, 남아프리카 공화국 이외의 아프리카 최대 주식회사인 KenGen도 나이로비에 본사를 두고 있다. 아프리카에서 네 번째로 큰 항공사인 케냐 항공은 나이로비의 조모 케냐타 국제공항을 허브 공항으로 사용한다.
나이로비는 전 세계를 강타한 핀테크 현상에서 뒤처지지 않았다. Craft Silicon, Kangai Technologies, Jambo Pay 및 Hostraha Limited 보관됨 16 11월 2022 - 웨이백 머신 같은 다양한 기업이 있다. 이들은 기술, 혁신 및 클라우드 기반 컴퓨팅 서비스의 선두에 있다. 이들 제품은 널리 사용되며 케냐 안팎에서 상당한 시장 점유율을 가지고 있다.
나이로비에서 생산되는 제품으로는 의류, 직물, 건축 자재, 가공 식품, 음료, 담배 등이 있다. 여러 외국 기업이 나이로비와 그 주변에 공장을 두고 있다. 여기에는 굳이어, 제너럴 모터스, 도요타, 코카콜라 컴퍼니가 포함된다.
나이로비는 관광 목적지이자 교통 허브로서 거대한 관광 산업을 가지고 있다.

### 중앙 업무 지구 (CBD)
나이로비는 통칭 "CBD"라고 불리는 중앙 업무 지구를 중심으로 성장했다. 이 지역은 우후루 고속도로, 하일레 셀라시에 애비뉴, 모이 애비뉴, 유니버시티 웨이를 따라 오각형 모양을 이룬다. 이곳에는 시청과 의회 건물을 포함하여 나이로비의 많은 중요한 건물이 있다. 시청 광장도 이 구역 내에 있다.
이 지역의 대부분의 고층 빌딩은 I&M 및 케냐타 국제 컨벤션 센터와 같은 기업 및 기업의 본부이다. 1998년 미국 대사관 폭탄 테러가 이 지역에서 발생하여 교외에 새로운 대사관 건물을 짓게 되었다.
2011년에는 이 도시의 주민이 약 400만 명으로 추산되었다. 2006년 아프리-도시 정상회의를 개최할 준비를 하면서 중앙 업무 지구에서 대규모 미화 프로젝트가 진행되었다. 케냐타 국제 컨벤션 센터와 같은 상징적인 건물은 외관을 청소하고 다시 칠했다.
나이로비 도심 또는 중앙 업무 지구는 남서쪽으로 우후루 공원과 센트럴 파크와 접해 있다. 몸바사에서 캄팔라로 이어지는 철도는 지구 남동쪽으로 이어진다.

### 어퍼 힐

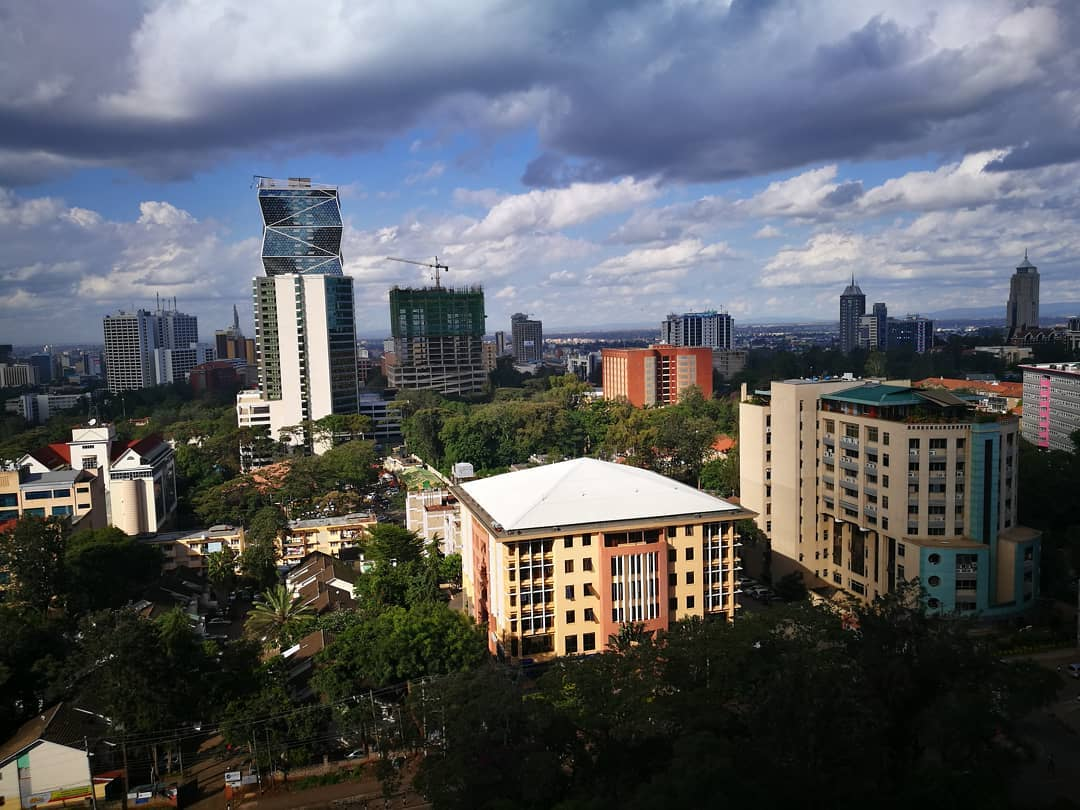
어퍼 힐의 프리즘 타워

중앙 업무 지구 외부에 있는 두 지역으로, 기업 및 사무실 공간이 성장하고 있는 곳은 중앙 업무 지구에서 약 4 km 떨어진 어퍼 힐과 도시 중심에서 비슷한 거리에 있는 웨스트랜즈이다.
중앙 업무 지구에서 어퍼 힐로 이전한 기업으로는 씨티은행이 있으며, 2007년에는 코카콜라가 어퍼 힐에 동 및 중앙 아프리카 본부 건설을 시작하여 이 지역을 나이로비에서 선호하는 사무실 공간으로 굳혔다. 이 지역에서 가장 큰 사무실 개발은 2015년에 완공되고 2016년 7월 4일에 공식 개장한 UAP 타워이다. 높이 163미터의 33층짜리 타워이다. 세계은행과 국제 금융 공사 (세계은행 그룹의 일부)도 델타 센터, 메네가이 로드에 있는 어퍼 힐에 있다. 이전에는 힐 파크 빌딩과 CBA 빌딩(모두 어퍼 힐에 위치)에 있었고, 그 이전에는 중앙 업무 지구의 뷰 파크 타워에 있었다.
나이로비의 넓은 면적에 대한 수요를 충족시키기 위해 다양한 상업 프로젝트가 건설되고 있다. 플래그십 나이로비 비즈니스 파크를 포함한 새로운 비즈니스 파크가 도시에 건설되고 있다.

### 건설 붐과 부동산 개발 프로젝트

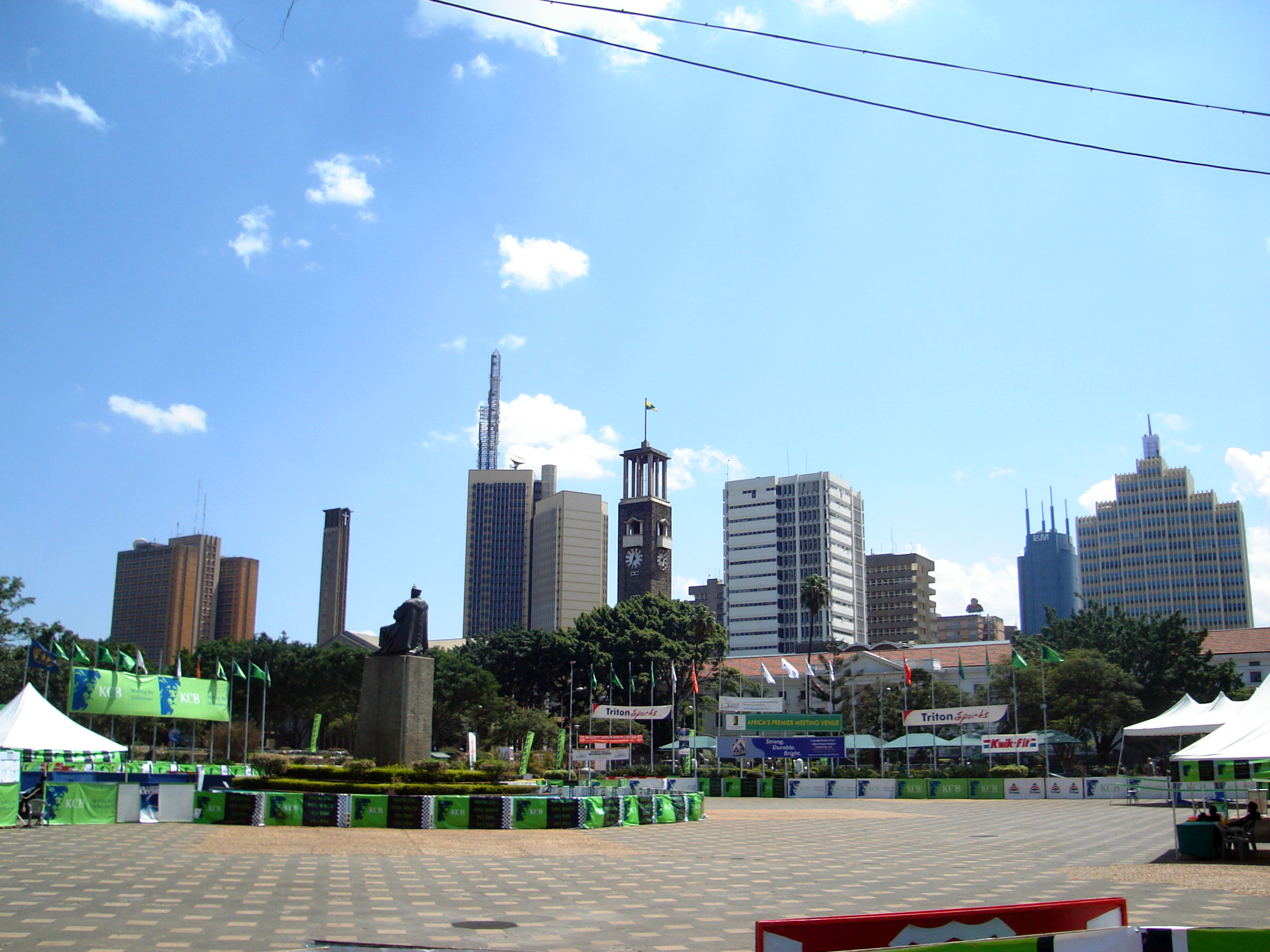
케냐타 국제 컨벤션 센터에서 바라본 나이로비 전경

나이로비는 건설 붐을 겪고 있다. 주요 부동산 프로젝트와 고층 빌딩들이 도시에 들어서고 있다. 그 중에는 314 m 높이의 피나클 트윈 타워, 브리텀 타워 (200 m), AVIC 국제 아프리카 본부 (176 m), 프리즘 타워 (140 m), 팬 아프리카 보험 타워, 팔라초 사무실, 기타 여러 프로젝트가 있다. 최근 완공된 가든 시티 몰, 센텀의 투 리버스 몰, 카렌의 더 허브, 카렌 워터프론트, 티카 그린즈, 최근 재건축된 웨스트게이트 몰과 같은 쇼핑몰도 건설 중이다. 23층 규모의 나이로비 웨스트랜드의 주거 타워인 르 막 타워와 같은 고급 주거 아파트도 들어서고 있다. AVIC 인터네셔널은 와이야키 웨이에 총 4개의 주거 아파트를 건설 중이다. 각각 28층 타워 1개, 24층 타워 2개, 25층 타워 1개이다. 호텔 타워도 도시에 건설 중이다. AVIC 인터네셔널은 웨스트랜드에 141 m 높이의 30층 호텔 타워를 건설 중이다. 이 호텔 타워는 메리어트 그룹이 운영할 예정이다. 자바부 리미티드는 어퍼 힐에 35층 높이의 호텔 타워를 건설 중이며, 이 타워는 도시 스카이라인에서 140 m 이상 높이로 솟아오를 것이다. 아르콘 그룹 아프리카는 또한 어퍼 힐에 66층 높이의 290 m 이상 높이의 고층 빌딩을 건설할 계획을 발표했으며, 이는 어퍼 힐을 케냐 수도에서 다국적 기업들이 사업을 시작하기에 가장 선호하는 대도시로 더욱 굳건히 할 것이다.
| 피나클 타워 (2020년 완공 예정) | 314 m (1,030 ft) |
| 브리텀 타워                    | 200 m (660 ft)   |
| UAP 타워                       | 163 m (535 ft)   |
| 타임스 타워                    | 140 m (460 ft)   |
| 텔레포스타 타워                | 120 m (390 ft)   |
| 케냐타 국제 컨벤션 센터        | 105 m (344 ft)   |
| NSSF 빌딩                      | 103 m (338 ft)   |
| I&M 뱅크 타워                  | 100 m (330 ft)   |
| 냐요 하우스                    | 84 m (276 ft)    |
| 협동조합은행 빌딩              | 83 m (272 ft)    |
| 국립은행 빌딩                  | 82 m (269 ft)    |
| 하시나 타워                    | 81 m (266 ft)    |
| 라힘툴라 타워                  | 80 m (260 ft)    |

케냐의 마천루 목록도 참조하라.

## 인구 통계
1906년과 2019년 사이 나이로비 인구
나이로비는 아프리카의 다른 어떤 도시보다도 가장 높은 성장률을 보였다. 1899년 설립되가 세워진 이래 나이로비는 이 지역에서 가장 젊은 도시 중 하나임에도 불구하고 아프리카 대호수 지역에서 두 번째로 큰 도시로 성장했다. 2023년 나이로비의 성장률은 연간 2.09%로 추정되었다. 나이로비의 인구는 2025년에 500만 명에 도달할 것으로 추정된다.
이러한 높은 인구 증가는 도시 이주와 높은 출산율 모두에 기인하며, 경제는 아직 이를 따라잡지 못하고 있다. 도시 내 실업률은 5.5%로 추정되며, 주로 도시의 고밀도 저소득 지역에 집중되어 있어 고소득 지역보다 훨씬 더 밀도가 높아 보일 수 있다.
2019년 인구 조사에 따르면, 기독교는 나이로비에서 가장 널리 믿어지는 종교이며 인구의 89%를 차지하며, 이들 중 대다수는 개신교 및 복음주의 교회에 속한다. 이슬람교는 인구의 7.6%를 차지하는 중요한 소수이다.
21세기의 인구 추정치는 다음과 같다.
| 연도      | 2009      | 2019      | 2023      | 2030      |
| --------- | --------- | --------- | --------- | --------- |
| 인구 규모 | 3,138,372 | 4,397,073 | 4,677,677 | 5,212,500 |

### 나이로비의 역사적 인구 데이터
| 연도     | 1969    | 1979    | 1989      | 1999      | 2009      | 2019      |
| -------- | ------- | ------- | --------- | --------- | --------- | --------- |
| 나이로비 | 509,286 | 827,775 | 1,324,570 | 2,143,254 | 3,138,369 | 4,397,073 |

## 문화
나이로비는 아프리카 문화의 다양한 멜팅팟이다. 코스모폴리탄 아프리카 도시로서 케냐를 구성하는 모든 다양한 부족을 수용하며, 다른 아프리카 국가로부터 온 대규모 이민 인구도 수용한다.
나이로비에는 두 가지 비공식 별명이 있다. 첫 번째는 "태양 아래 푸른 도시"인데, 이는 도시의 잎이 무성한 경관과 따뜻한 기후에서 유래했다. 두 번째는 "세계 사파리 수도"인데, 나이로비가 사파리 관광의 중심지로서의 중요성 때문에 사용된다.

### 문학 및 영화

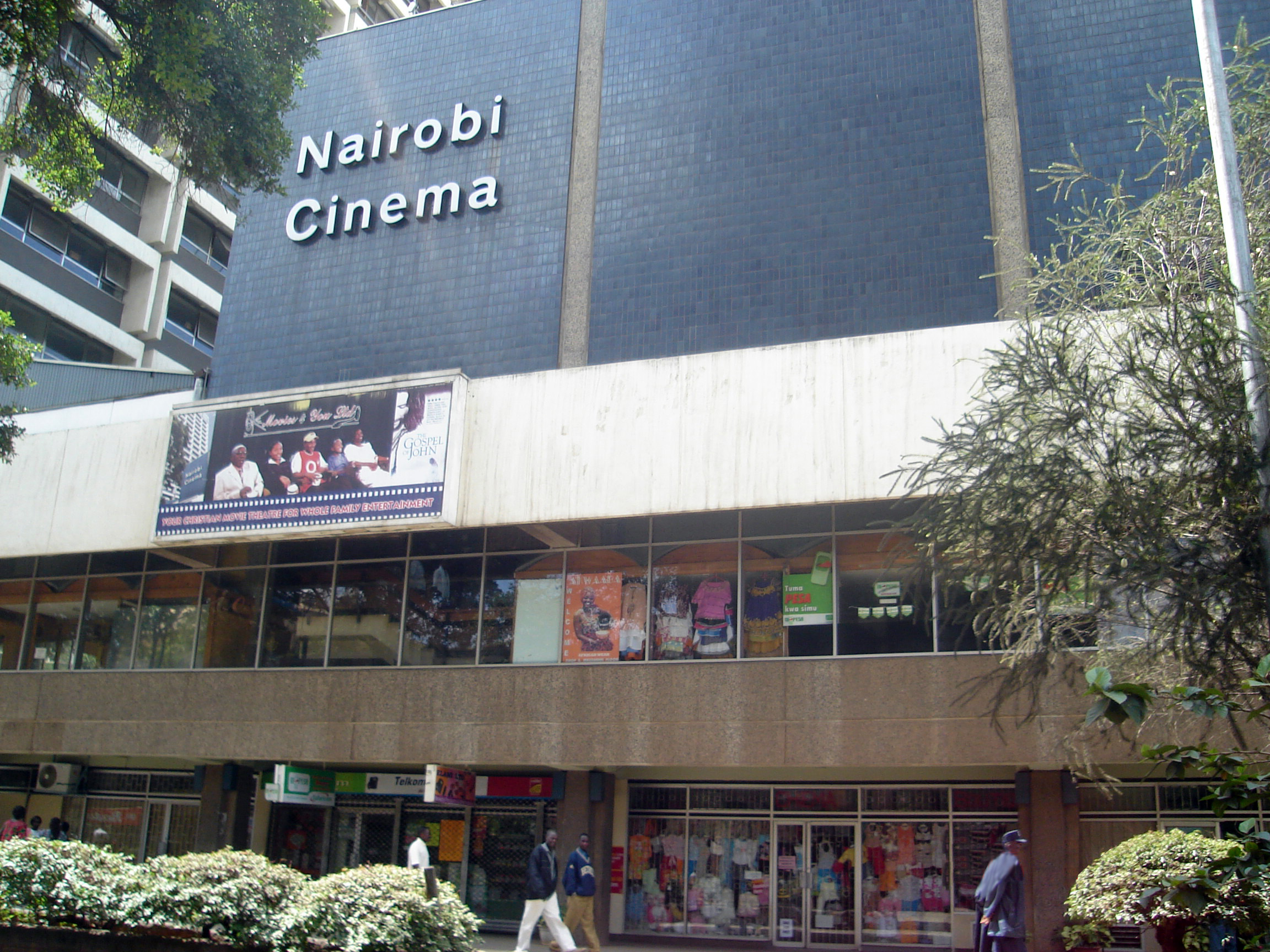
나이로비 시네마

《크와니?》는 케냐 최초의 문학 저널로, 나이로비에 거주하는 작가들이 모여 설립했다. 또한 나이로비의 여러 출판사는 탈식민주의 문학 사조 중 하나였던 응구기 와 티옹오와 메자 음왕기를 포함한 여러 케냐 작가의 작품을 출판했다.
많은 영화 제작자도 나이로비에서 자신의 기술을 연습한다. 영화 제작은 이 나라에서 아직 어리지만, 프로듀서 제리 카라고와 감독 주디 키빙과 같은 사람들이 다른 사람들을 위한 길을 열고 있다.
아마도 나이로비를 배경으로 한 가장 유명한 책과 영화는 아웃 오브 아프리카이다. 이 책은 카렌 블릭센이 쓴 것으로, 그녀의 필명은 이삭 디네센이었으며, 그녀의 케냐에서의 삶에 대한 이야기이다. 카렌 블릭센은 1917년부터 1931년까지 나이로비 지역에 살았다. 블릭센이 살았던 지역인 카렌은 그녀의 이름을 따서 명명되었다.
1985년, 아웃 오브 아프리카는 시드니 폴락이 감독한 영화로 제작되었다. 이 영화는 7개의 아카데미상을 포함하여 28개의 상을 수상했다. 이 영화의 인기로 인해 나이로비의 카렌 블릭센 박물관이 개장되었다.
나이로비는 케냐의 가장 저명한 작가인 응구기 와 티옹오의 많은 소설의 배경이기도 하다.
나이로비는 몇몇 다른 미국 및 영국 영화의 배경이 되어 왔다. 이들 중 가장 최근의 작품은 콘스탄트 가드너 (영화)(2005)로, 이 영화의 상당 부분이 이 도시에서 촬영되었다. 이 이야기는 나이로비에 있는 영국 외교관의 아내가 케냐 북부에서 살해당하는 것을 중심으로 전개된다. 촬영의 대부분은 키베라 빈민가에서 이루어졌다.
할리우드에서 나이로비와 연관된 최근 케냐 배우 중에는 루피타 뇽오가 있다. 루피타는 로스앤젤레스 돌비 극장에서 열린 제86회 아카데미상에서 영화 노예 12년에서 팻시 역으로 여우조연상을 수상했다. 루피타는 케냐 정치인 피터 아니앙 뇽오의 딸이다.
대부분의 새로운 할리우드 영화는 요즘 나이로비 영화관에서 상영된다. 1990년대 초까지 영화관은 몇 개 되지 않았고 레퍼토리도 제한적이었다. 나이로비에는 또한 두 개의 자동차 극장이 있다.
2015년과 2016년, 나이로비는 미국 텔레비전 시리즈 센스8의 촬영지로 선정되어 첫 시즌과 두 번째 시즌의 일부가 이 도시에서 촬영되었다. 이 TV 시리즈는 인터넷 영화 데이터베이스 (IMDb)에서 높은 평가를 받았다.
2015년 나이로비는 또한 영국 스릴러 영화 아이 인 더 스카이의 배경이 되었는데, 이는 중장이 나이로비에서 자살 폭탄 테러범들을 제거하기 위해 드론 미사일 공격을 명령한 후 정치적 반대에 부딪히는 이야기이다.
2017년, 유명 스페인 TV 시리즈 종이의 집에서 여성 주인공이 "나이로비"라는 코드네임을 사용하게 되었다.

### 음식
나이로비에는 다양한 레스토랑이 있다. 구운 고기를 뜻하는 현지어인 냐마 초마가 있는 것은 물론, KFC, 써브웨이, 도미노피자, 피자헛, 하디스 (기업), 버거킹과 같은 미국 패스트푸드 레스토랑과 오랫동안 자리 잡은 남아프리카 체인인 갈리토스, 스티어스, 피자모조, 스퍼 스테이크 란체스가 있다. 중상류층이 주로 찾는 레스토랑 겸 커피숍인 아트카페 나이로비 자바 하우스와 도르만스는 최근 점점 더 인기를 얻고 있다. 도시 중심의 인기 있는 K'osewe와 아프리카 전통 요리를 전문으로 하는 아마이카와 같은 전통 음식점도 널리 퍼져 있다. 예전부터 치킨과 감자튀김 식사를 전문으로 했던 Kenchic 프랜차이즈도 특히 저소득층과 학생들 사이에서 인기가 많았으며, 도시와 교외 전역에 레스토랑을 가지고 있었다. 그러나 2016년 2월을 기점으로 Kenchic은 외식 사업을 중단했다. 고급 레스토랑은 종종 이탈리아, 레바논, 에티오피아, 프랑스 요리와 같은 특정 요리를 전문으로 하지만, 5성급 호텔과 도시 서쪽 및 남쪽의 부유한 교외 지역에서 더 흔하게 찾아볼 수 있다.
나이로비는 매년 초(1월~2월)에 연례 레스토랑 주간(NRW)을 개최한다. 나이로비의 레스토랑들은 할인된 가격으로 식사 패키지를 제공한다. NRW는 나이로비의 레스토랑을 나열하고 리뷰하며 케냐 음식 애호가들이 모여 정보를 공유할 수 있는 온라인 플랫폼인 Eatout Kenya가 운영한다.

### 음악
나이로비는 케냐 음악계의 중심지이다. 벤가는 나이로비에서 개발된 케냐 장르이다. 이 스타일은 재즈와 루오족 음악 형식의 융합이다. 무기티는 케냐 중부 지역에서 유래한 또 다른 인기 장르이다. 주요 현지 음악가들의 대부분의 뮤직 비디오도 이 도시에서 촬영된다.
1970년대에 나이로비는 아프리카 대호수 지역 음악의 중요한 중심지가 되었다. 이 기간 나이로비는 수쿠스 음악의 허브로 자리매김했다. 이 장르는 원래 킨샤사와 브라자빌에서 창시되었다. 이 지역의 정치적 분위기가 악화되자 많은 콩고 예술가들이 나이로비로 이주했다. 오케스트라 수퍼 마젬베와 같은 예술가는 콩고에서 나이로비로 이주하여 큰 성공을 거두었다. 버진 레코드는 이 장르의 인기를 알게 되었고 여러 수쿠스 예술가들과 녹음 계약을 맺었다.
최근 나이로비는 케냐 힙합 신의 중심지가 되었다. 이 장르는 현지 청년 사이에서 매우 인기가 많아졌고, 국내 음악가는 이 지역에서 가장 인기 있는 음악가 중 일부가 되었다. 나이로비를 기반으로 한 성공적인 아티스트로는 주아 칼리, 노니니, 캠프 물라, 줄리아니, 에릭 와이나이나, 그리고 네임리스가 있다. 인기 있는 음반 레이블로는 오고파 DJ와 칼리프 레코드가 있다.
나이로비는 해안 도시 몸바사와 디아니를 포함하여 최근 케냐의 EDM 중심지가 되었으며, DJ 피타와 같은 DJ뿐만 아니라 프로듀서도 배출하고 있다.
음악 그룹 사우티 솔은 2015년 글로벌 기업가정신 서밋을 위해 이 도시를 방문한 버락 오바마 미국 대통령을 위해 공연했다.

## 스포츠

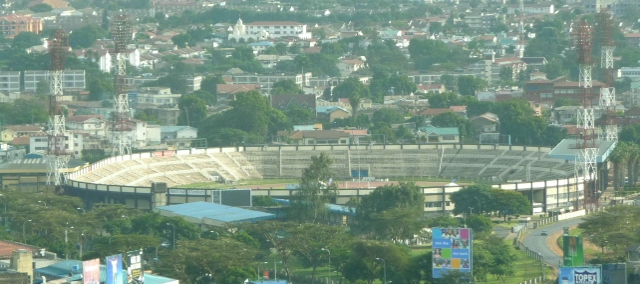
냐요 국립 경기장

나이로비는 아프리카 대호수 지역의 스포츠 중심지이다. 나이로비에서 열리는 주요 연례 스포츠 행사로는 사파리 랠리, 사파리 세븐즈 럭비 유니언 토너먼트, 나이로비 마라톤이 있다.

### 시설
나이로비와 일반적으로 케냐의 최고 스포츠 시설은 카사라니 교외에 있는 모이 국제 스포츠 센터이다. 이 복합 시설은 1987년에 완공되었으며, 1987년 올아프리카 게임을 개최하는 데 사용되었다. 이 복합 시설은 6만 석 규모의 경기장(탄자니아의 새로운 국립 경기장 다음으로 아프리카 대호수 지역에서 두 번째로 큰), 5천 석 규모의 체육관, 그리고 2천 석 규모의 수영 센터로 구성되어 있다.
냐요 국립 경기장은 나이로비에서 두 번째로 큰 경기장으로, "사파리콤 세븐즈"라는 이름으로 세계 럭비 행사를 개최하는 것으로 유명하다. 1983년에 완공된 이 경기장은 30,000석 규모이다. 이 경기장은 주로 축구에 사용된다. 이 시설은 중앙 업무 지구와 가깝게 위치하여 정치 집회에 편리한 장소이다.
나이로비 시립 경기장은 도시 최초의 경기장으로, 클럽 축구에 사용된다.
나이로비 짐카나는 케냐 크리켓 국가대표팀의 홈구장이며, 2003년 크리켓 월드컵의 개최지였다.
율린지 스포츠 단지는 2020년에 건설이 시작되어 2022년에 우후루 케냐타 대통령에 의해 공식적으로 개장되었다. 이 단지는 7,500석 규모, 8레인 육상 트랙, 훈련장 및 실내 경기장을 갖추고 있다.
2024년에 개장한 4,000석 규모의 단도라 경기장은 일부 최상위 국내 리그 축구 토너먼트를 개최한다. 이 경기장에는 VIP석과 일반석이 있다.
60,000석 규모의 탈란타 스포츠 경기장은 현재 건설 중이며 2026년 2월 완공 예정이다.

### 축구
축구는 시청률과 참여율 면에서 도시에서 가장 인기 있는 스포츠이다. 이는 케냐 프리미어리그 팀인 고르 마히아, AFC 레오파즈 스포츠 클럽, 투스케르 FC, 마타레 유나이티드를 포함한 도시에 있는 축구 클럽의 수로 입증된다.
케냐는 탄자니아, 우간다와 함께 2025년 CHAN 대회를 공동 주최한다. 또한, 이 세 나라는 2027년 AFCON 축구 대회를 공동 주최할 예정이다.

### 골프
나이로비에서 20km 반경 내에 여러 골프장이 있다. 시에서 가장 오래된 18홀 골프장은 로열 나이로비 골프 클럽이다. 이 클럽은 도시가 설립된 지 7년 후인 1906년 영국 시기 설립되었다. 다른 유명한 골프 클럽으로는 윈저 골프 호텔 & 컨트리 클럽, 카렌 컨트리 클럽, 벳랩 스포츠 클럽, 골프 파크 골프 클럽, 케냐 철도 골프 클럽, 시그나 골프 클럽, 무타이가 골프 클럽이 있다.
유럽 투어의 일부인 케냐 오픈 골프 토너먼트는 나이로비에서 열린다.

### 승마 스포츠
나이로비의 응공 경마장은 케냐 경마의 중심지이다.
케냐 오픈 폴로 토너먼트 및 기타 폴로 경기는 종종 나이로비 폴로 클럽에서 개최된다.
케냐 승마 협회 사무실은 나이로비 경마장에 있다.

### 럭비
럭비 또한 나이로비에서 인기 있는 스포츠이며, 12개의 최상위 클럽 중 8개가 이곳에 기반을 두고 있다.
동아프리카 럭비 풋볼 연합 (RFUEA)은 나이로비에 본부를 둔다.

### 농구
농구는 또한 도시의 초등학교, 중등학교 및 대학 리그에서 인기 있는 스포츠이다. 도시의 많은 젊은이들은 농구 팬이며 미국 NBA를 시청한다.

### 마라톤
나이로비는 종종 다음과 같은 여러 마라톤을 개최한다.
- 나이로비 시 마라톤
- 스탠다드 차타드 나이로비 마라톤

## 종교 시설

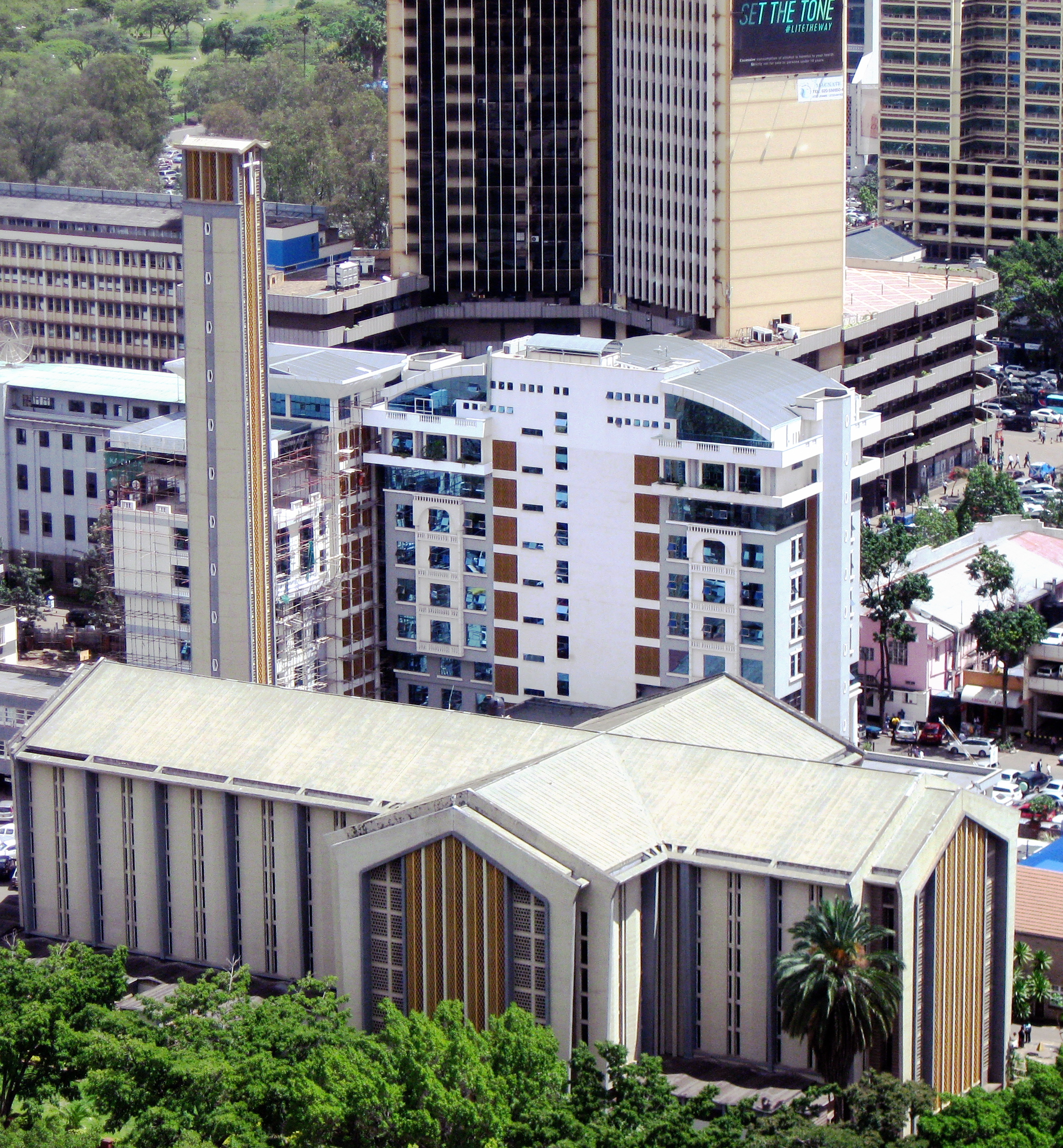
나이로비의 성가족 대성당

나이로비에 있는 예배 장소는 주로 기독교 교회와 성전이다. 대표적으로 나이로비 로마 가톨릭 대교구 (로마 가톨릭교회), 케냐 성공회 (세계성공회동체), 동아프리카 장로교회 (세계개혁교회협의회), 케냐 침례교 협회 (침례교 세계연맹), 하나님의 성회가 있다. 무슬림 모스크도 있으며 대표적으로 자미아 모스크가 있다.

## 교육
대부분의 학교는 케냐 역량 기반 교육 과정을 따른다. 나이로비 혁신 주간(NIW)은 2015년에 시작된 연례 행사이다. 나이로비 대학교가 정부 기관과 협력하여 조직한다. 파트너십, 혁신, 인큐베이션, 스타트업에 중점을 둔다. 기업가 정신을 고취한다. 지역 및 국제 혁신가들이 혁신을 선보이고 네트워킹할 수 있는 행사이다.

### 고등 교육

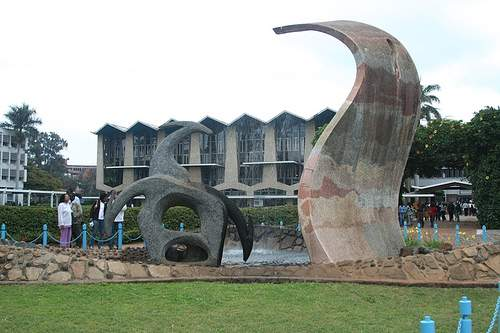
나이로비 대학교

나이로비에는 여러 대학과 전문대학이 있다.
- 나이로비 대학교는 케냐에서 가장 크고 오래된 대학교이다. 1956년 동아프리카 대학교의 일부로 설립되었으나, 1970년에 독립 대학교가 되었다. 이 대학교에는 약 84,000명의 학생이 재학 중이다.[157]
- 케냐타 대학교는 나이로비에서 티카 이중 차도 도로를 따라 16 km 떨어진 곳에 450 헥타르 (1,100 ac) 규모의 부지에 위치해 있다. 이 대학은 1985년에 설립되었으며, 주로 교육 관련 과정을 제공했지만, 이후 의학, 환경학, 공학, 법학, 경영학, 통계학, 농학, 경제학으로 다양화되었다. 약 32,000명의 학생이 재학 중이며, 그 중 대부분(17,000명)은 본 캠퍼스에 있다. 가장 빠르게 성장하는 공립 대학 중 하나이다.
- 스트라스모어 대학교는 1961년 과학 및 예술 과목을 제공하는 Advanced Level (UK) 식스스 폼 칼리지로 시작했다. 이 칼리지는 1966년 3월에 회계학 학생들을 받기 시작했으며, 따라서 대학이 되었다. 1993년 1월, 스트라스모어 칼리지는 키안다 칼리지와 합병하여 나이로비 마다라카 단지 올레 상갈레 로드로 이전했다.
- 미국 국제 대학교 – 나이로비는 원래 미국 국제 대학교의 분교였으나, 2005년에 완전한 자율 대학이 되었다. 1969년에 처음 설립되었다. 이 대학은 미국 서부 학교 및 대학 협회와 케냐 정부의 인가를 받았다. 사파리 파크 호텔 맞은편 나이로비 북중부 로이삼부 지역의 조용한 서쪽에 위치해 있다.
- 2005년, 아가 칸 병원, 나이로비는 보건 과학 교육 병원으로 승격되어 간호 교육을 포함한 의학 및 외과 분야의 대학원 교육을 제공하며, 이후 아가 칸 대학교 병원으로 이름이 변경되었다.
- 랑아타 교외에 위치한 동아프리카 가톨릭 대학교는 1989년에 "임시 권한 서한"을 획득했다. 신학 대학원 당국과 고등 교육 위원회(CHIEA) 간의 협상 후, 3년 뒤 인문 사회 과학부가 설립되었고, 1992년 11월 3일 CHIEA에 시민 헌장이 수여되었다.
- 케냐 기술 대학교 (이전 케냐 폴리테크닉)는 국내 유일의 공과대학교이다. 1961년 케냐 기술 연구소로 설립된 이 대학은 2013년 므와이 키바키에 의해 독립 고등 교육 기관으로 인가되었다(이전에는 나이로비 대학교의 구성 대학이었다). 공학 및 건축 환경, 응용 과학 및 기술, 사회 과학 및 기술의 세 학부에서 고도로 기술적인 학위 과정을 제공한다.
- KCA 대학교 (이전 케냐 회계 대학), 루아라카에 위치.
- 범아프리카 기독교 대학교는 루뭄바 드라이브, 로이삼부에 위치.
- 동아프리카 인증 연구소 (ICS 칼리지로 잘 알려져 있음)는 스탠뱅크 하우스에 위치하며 몸바사와 키수무에 지사를 두고 있다.
- 컴퓨골 칼리지
- 은가라의 파이오니어 국제 대학교.
- 음바가티 로드의 리아라 대학교.
- 케냐 멀티미디어 대학교
- 데이스터 대학교
- 아프리카 국제 대학교
- 케냐 협동조합 대학교

그 밖의 여러 대학들도 나이로비에 위성 캠퍼스를 열었다. 1956년에 설립된 철도 훈련원도 나이로비에 캠퍼스를 둔 저명한 고등 교육 기관이다.

## 인프라

### 교통

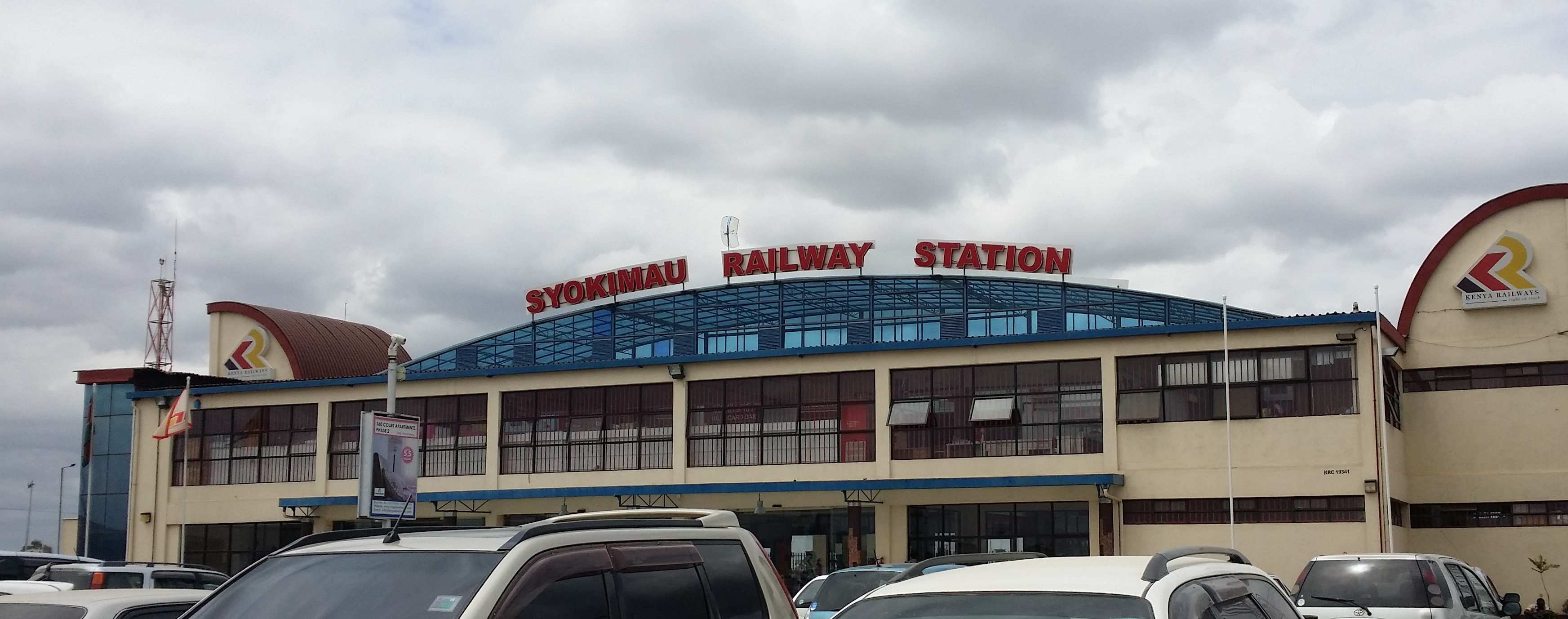
시요키마우 역

도시 교통 혼잡을 완화하기 위한 주요 계획이 실행되고 있으며, 티카 도로의 완공은 도로의 글로벌 표준 향상에 기인한 도시의 필요했던 미관 개선을 가져왔다. 몇몇 프로젝트(시요키마우 역, 동부 및 북부 우회도로)는 완료되었고, 다른 수많은 프로젝트는 여전히 진행 중이다.
이러한 주요 교통 시설의 개발은 지역 내 물류 및 인력 이동 속도 증가로 인한 운송 비용 절감 외에도, 무역 증가, 북부 케냐의 사회경제적 복지 향상, 그리고 전 세계로부터 투자를 유치하는 국가의 잠재력을 높일 것이다.

#### 공항

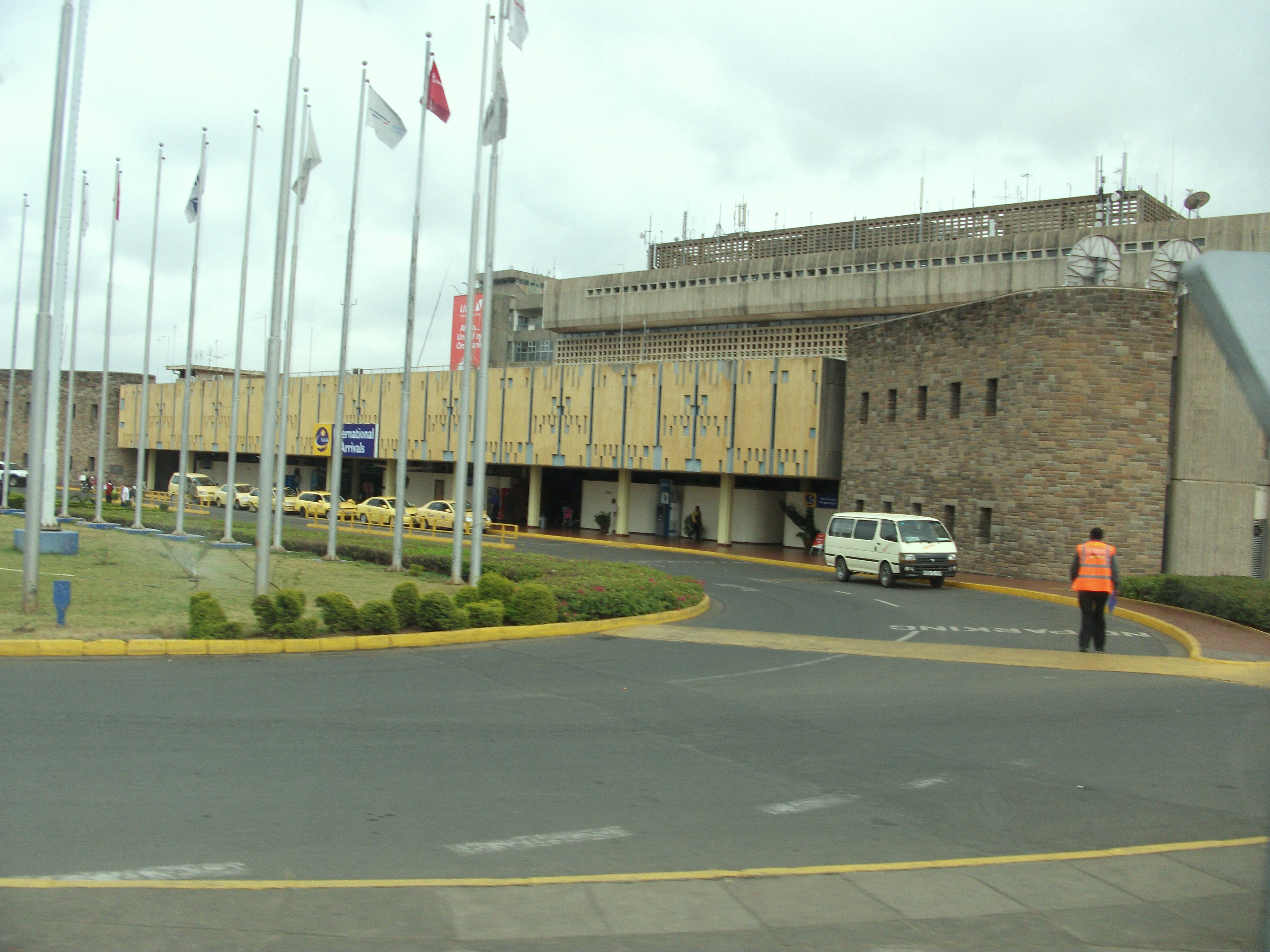
조모 케냐타 국제공항

조모 케냐타 국제공항은 케냐에서 가장 큰 공항이다. 국내선 승객은 2016년에 전체 승객의 40%를 차지했으며, 이는 2012년 이후 32% 증가한 수치이다. JKIA는 2016년에 7백만 명 이상의 승객이 통과했다. 2017년 2월, JKIA는 FAA로부터 카테고리 1 등급을 받아 지역 항공 허브로서의 공항의 위상을 높였다.
윌슨 공항은 소형 항공기, 주로 프로펠러기를 취급하는 일반 항공 공항이다. 2016년 7월, KES 1억 6,300만 (약 163만 미국 달러)의 비용으로 새로운 항공 교통 관제탑 건설이 시작되었다.
모이 공군기지는 군 공항이다. 초기에는 제트기 시대 이전의 착륙장으로 사용되었다. 1930년대와 1940년대에 주로 사우샘프턴에서 케이프타운까지 영국 여객 및 우편 노선으로 사용되었다. 이 노선은 영국과 키수무 사이를 수상 비행기로 운항한 후 남쪽으로 향하는 노선에서는 육상 항공기로 운항되었다.

#### 마타투

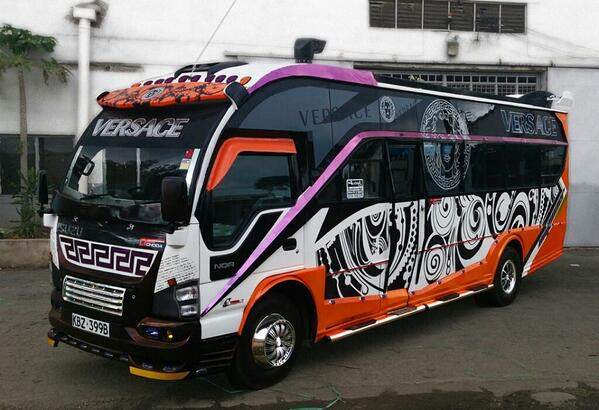
마타투

마타투는 나이로비에서 가장 흔한 대중교통 수단이다. 문자 그대로 "3센트짜리 승차권"(요즘은 훨씬 비쌈)을 의미하는 마타투는 개인 소유의 미니버스이다. 일반적으로 14명에서 33명의 승객을 태울 수 있다. 마타투는 나이로비, 그 주변 지역 및 교외 지역, 그리고 나이로비에서 다른 도시로 운행한다. 마타투의 경로는 버스 측면의 노란색 줄무늬에 새겨져 있으며, 특정 경로를 운행하는 마타투에는 특정 경로 번호가 있다. 그러나 2004년에는 모든 마타투에 안전띠, 속도 제한 장치를 포함하고 노란색 줄무늬로 칠해야 한다는 법률이 통과되었다. 처음에는 마타투 운영자들 사이에서 큰 논란을 일으켰지만, 정부와 대중의 압력으로 변경을 강행했다. 마타투는 이제 최대 속력이 80 km/h로 제한된다.
그러나 2014년 11월, 우후루 케냐타 대통령은 노란색 줄무늬에 대한 금지령을 해제하고 마타투가 다양한 다채로운 그래픽을 유지하도록 허용하여 청년 고용 창출 노력을 지원했다. 나이로비의 마타투는 소유자들이 좋아하는 축구팀이나 힙합 아티스트와 같은 다양한 다채로운 장식으로 마타투를 꾸미는 사치스러운 도색 방식으로 쉽게 구별되었다. 그들은 과밀과 무모한 운전으로 인해 열악한 안전 기록으로 악명이 높다. 마타투 간의 치열한 경쟁으로 인해 많은 마타투에는 더 많은 고객을 유치하기 위해 강력한 사운드 시스템과 텔레비전 화면이 장착되어 있다.

#### 버스

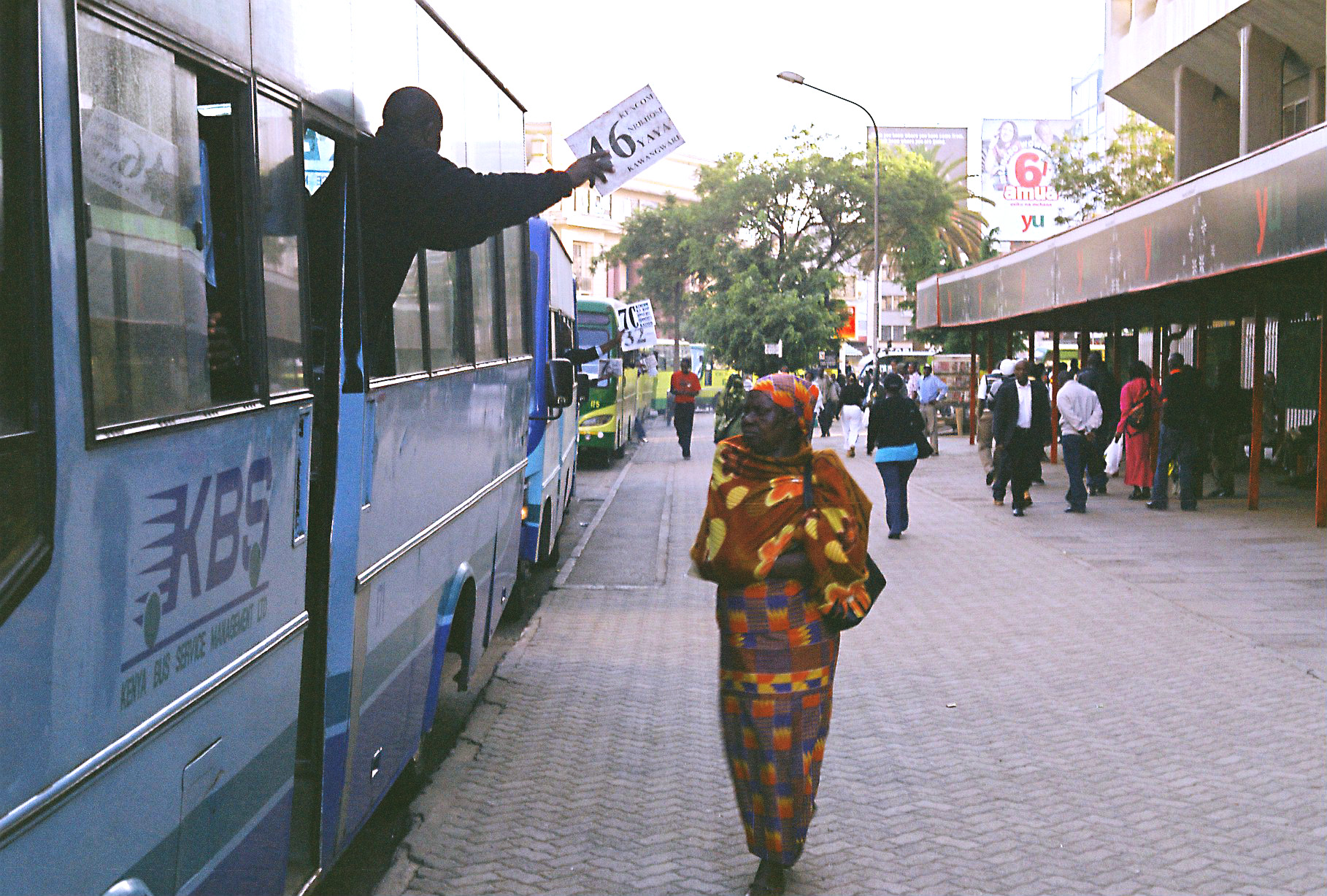
나이로비의 대중교통

버스는 도시에서 점점 더 흔해지고 있으며, 일부는 선도적인 모바일 서비스 제공업체와 협력하여 무료 와이파이 시스템을 설치하기도 한다. 도시 노선을 운행하는 주요 버스 회사로는 전통적인 케냐 버스 서비스(KBS)와 새로운 민간 운영업체인 시티 호파, 컴플라이언트 MOA, 더블 M이 있다. 시티 호파 버스는 녹색 도색으로 구별되며, 더블 M 버스는 보라색으로 도색되어 있고, 컴플라이언트 MOA는 독특하게 눈에 띄는 이름과 흰색, 파란색의 혼합으로, KBS 버스는 파란색으로 도색되어 있다.
이지 코치, 가디언 엔젤, 트랜스라인, 타흐미드, 노스웨스트, 키시 클래식, 에나 코치와 같은 회사들은 다른 도시와 마을로 정기 버스와 고급 코치를 운행한다.
간선급행버스체계는 2022년 7월 티카 도로를 따라 카사라니와 케냐타 국립 병원 사이에서 100대의 대용량 버스로 운행을 시작했다. 시범 운행 후 나이로비 광역권 교통국(Namata)은 첫 단계로 300대의 버스를 추가로 투입하여 BRT 노선을 루이루에서 케냐타 국립 병원까지 확장할 계획이다. 두 번째 단계에서는 노선을 무랑가현의 케놀에서 카지아도현의 옹가타 롱가이까지 연장할 것이다.

#### 기차

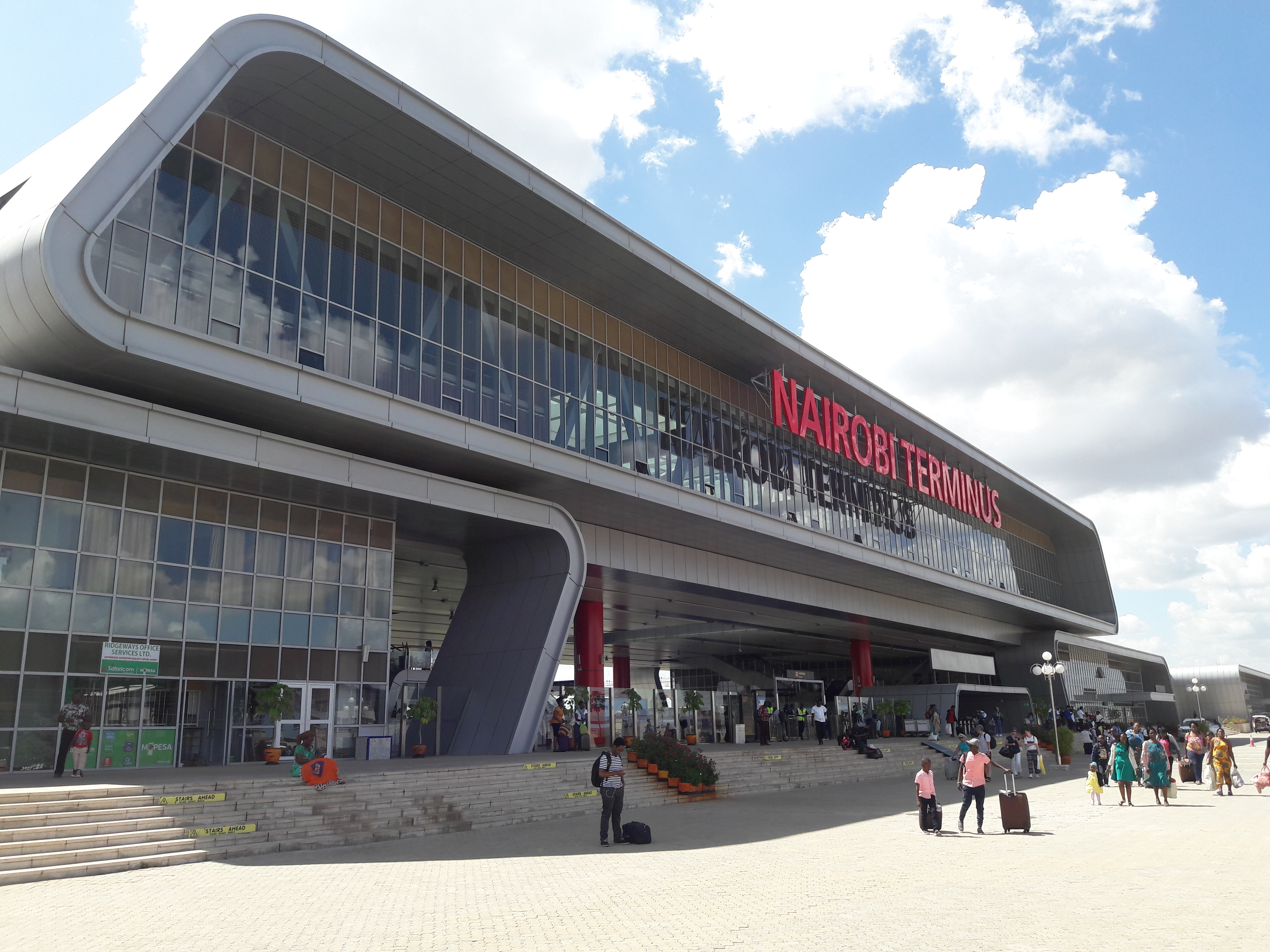
나이로비 터미널

나이로비는 철도 도시로 설립되었으며, 케냐 철도 (KR)의 본부 건물은 여전히 시 중심부 근처에 위치한 나이로비 기차역에 있다. 이 노선은 나이로비를 가로질러 몸바사에서 캄팔라까지 이어진다. 주된 용도는 나이로비와 몸바사, 키수무를 연결하는 화물 운송이다. 아침과 저녁에 운행하는 여러 통근 기차가 중심부와 교외를 연결하지만, 이 도시에는 적절한 경전철, 트램 또는 급행 수송 노선이 없다. 통근 철도 노선 건설 제안이 통과되었다. 케냐의 독립 이후 세 번째 대통령인 므와이 키바키 대통령은 2012년 11월 13일 화요일에 시요키마우 철도망 운영을 시작하며 국가 철도 개발 역사에 중요한 이정표를 세웠다. 이 역의 개통은 비전 2030 경제 청사진에 구상된 다양한 프로젝트를 실현하기 위한 또 다른 이정표이다. 새로운 역은 시요키마우에서 시 중심부까지 승객을 운송하는 기차를 가지고 있어 이동 시간을 절반으로 단축한다. 이 역의 개통은 나이로비의 교통 혼잡을 완화하는 것을 목표로 하는 240억 실링 규모의 나이로비 통근 철도망의 첫 번째 단계 완료를 의미한다. 다른 현대적인 역으로는 이마라 다이마 역과 마카다라 역이 있다.
새로운 몸바사-나이로비 표준궤 철도는 항구 도시 몸바사와 나이로비를 연결한다. 새로운 철도 노선은 사실상 기존의 미터 궤도 철도를 대체했다. 나이로비 터미널은 시 중심부에서 약 20km 떨어진 시요키마우에 위치해 있다. 몸바사에서 오는 승객들은 미터 궤도 열차를 이용하여 CBD로 짧은 거리를 이동한다.

#### 도로

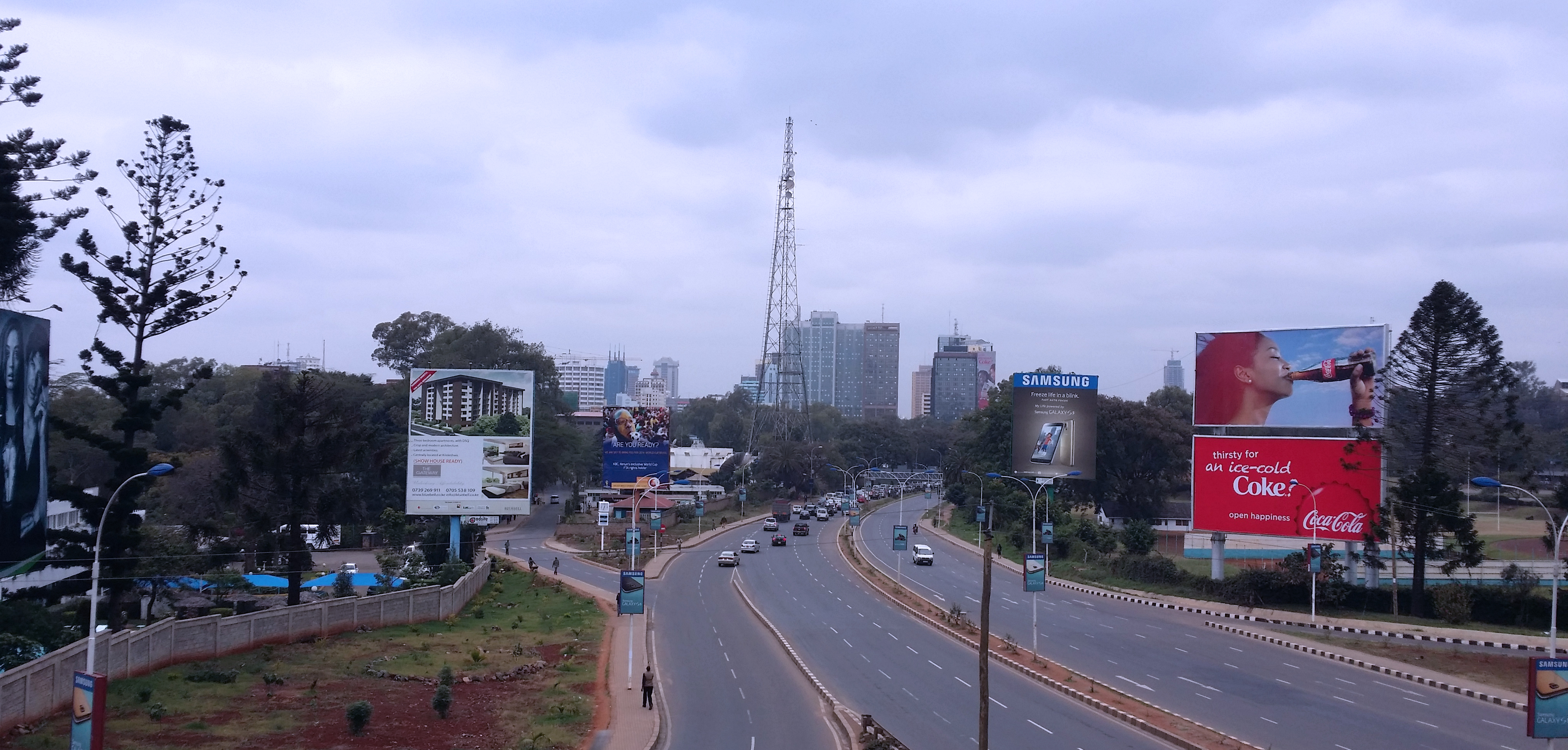
A104 도로가 나이로비 CBD로 향하는 모습

나이로비를 가로지르는 두 개의 아프리카 횡단 자동차 도로가 있다. 각각 카이로-케이프타운 고속도로와 라고스-몸바사 고속도로이다. 나이로비는 몸바사를 우간다의 캄팔라와 탄자니아의 아루샤로 연결하는 고속도로가 있다. 이 도로들은 광역권 내부 및 주변의 일일 차량 통행을 완화할 예정이다. 그러나 나이로비의 운전은 혼란스럽다. 대부분의 도로는 아스팔트 포장되어 있으며 특정 지역으로의 방향을 나타내는 표지판이 있다. 이 도시는 산업 지역, 사우스 B, 사우스 C, 엠바카시를 통과하는 몸바사 고속도로를 통해 조모 케냐타 국제공항과 연결되어 있다. 옹가타 롱가이, 랑아타, 카렌은 남쪽으로 이어지는 랑아타 로드를 통해 시 중심부와 연결되어 있다. 래빙턴, 리버사이드, 웨스트랜즈는 와이야키 웨이로 연결되어 있다. 카사라니, 이스트랜드, 엠바카시는 티카 도로, 조구 도로, 아우터 링 로드로 연결되어 있다.
고속도로는 몸바사, 마차코스, 보이(A109), 엘도레트, 키수무, 나쿠루, 나이바샤, 나망가 국경 탄자니아(A104)와 같은 다른 주요 도시들을 연결한다.
나이로비는 인프라 네트워크를 현대화하기 위해 대규모 도로 건설을 진행하고 있다. 새로운 도로, 고가도로 및 교량 시스템은 높은 교통량을 더 잘 처리하기 위한 것이다. 이는 또한 케냐 비전 2030 및 나이로비 광역권 계획의 주요 구성 요소이다. 대부분의 도로는 현재 조명이 잘 들어오고 적절한 표지판이 설치되어 포장되어 있다.
2020년, 나이로비 고속도로 건설이 시작되었다. 나이로비 고속도로는 동부 나이로비의 물롤롱고 지역과 웨스트랜드의 제임스 기추루 교차점을 나이로비 CBD를 통해 연결하는 27km 길이의 유료 도로이다. 이 도로는 조모 케냐타 국제공항과 직접 연결되어 여행자들이 몸바사 도로와 와이야키 웨이의 심한 교통 체증을 피하면서 공항에 더 빠르게 접근할 수 있도록 한다. 이 도로는 에어텔 센터와 웨스트랜드 사이에 11.025km의 고가 구간을 가지고 있다.
이 도로는 나이로비 시내로 진입하는 조모 케냐타 국제공항의 교통 혼잡을 완화하는 것을 목표로 한다. 또한, 나이로비 중심부에서 출발하는 승객들이 도시 도로의 교통 체증으로 인해 비행기를 놓치는 것을 줄이는 데 도움이 될 것으로 예상된다. 이 작업에는 기존 도로를 편도 4차선(총 8차선)으로 확장하고, 보도, 배수 채널, 고가 다리 및 가로등을 설치하는 것이 포함된다. 이 도로는 2022년 5월에 대중에게 개방되었다.

#### 나이로비 개인 차량 인구 예측
| 연도         | 2004    | 2010    | 2015    | 2025    |
| ------------ | ------- | ------- | ------- | ------- |
| 개인 차량 수 | 207,339 | 327,366 | 486,207 | 716,138 |

### 상하수도 공급
나이로비의 수도 공급량 94%는 도시 북쪽 아베르다레 산맥의 강과 저수지에서 오며, 그 중 티카 댐의 저수지가 가장 중요하다. 수도 유실량(기술적으로는 무수익 수량이라고 함)은 40%이며, 가구 연결이 된 사람들 중 40%만이 지속적으로 물을 공급받는다. 빈민가 주민은 워터 키오스크를 통해 물을 공급받으며, 자택에 수도 연결이 되어 있는 사람들보다 훨씬 더 높은 물값을 지불한다.

### 주택

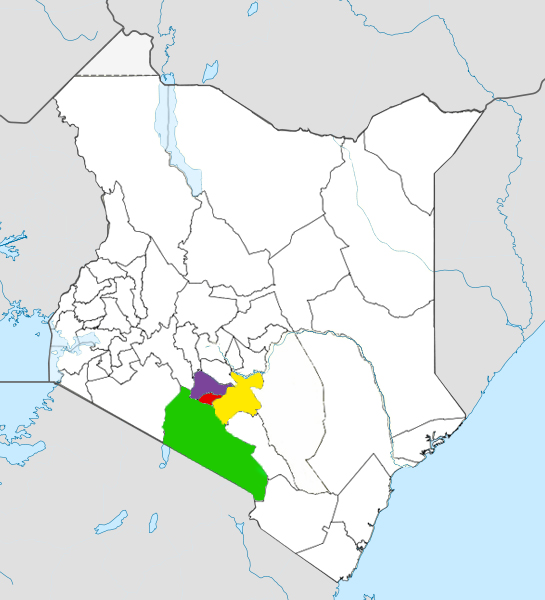
나이로비 도심권 지도
나이로비현 (빨간색)
카지아도현 (초록색)
마차코스현 (노란색)
키암부현 (보라색)

나이로비에는 다양한 주택 옵션이 있다. 옵션은 개인 소유 주택/아파트, 임대 주택, 임대 공간, 심지어 모기지 주택까지 다양하다. 대부분의 부유한 케냐인은 나이로비에 거주하지만, 나이로비 주민의 대다수는 중소득층 및 저소득층이다. 인구의 절반은 도시 면적의 5%에 불과한 슬럼에 거주하는 것으로 추정된다. 이러한 슬럼의 성장은 도시화, 불량한 도시 계획, 이 정착촌의 거버넌스 및 적절한 리더십 부족, 권한 부여 및 사회적 자본 부족 등 여러 요인의 결과이다.

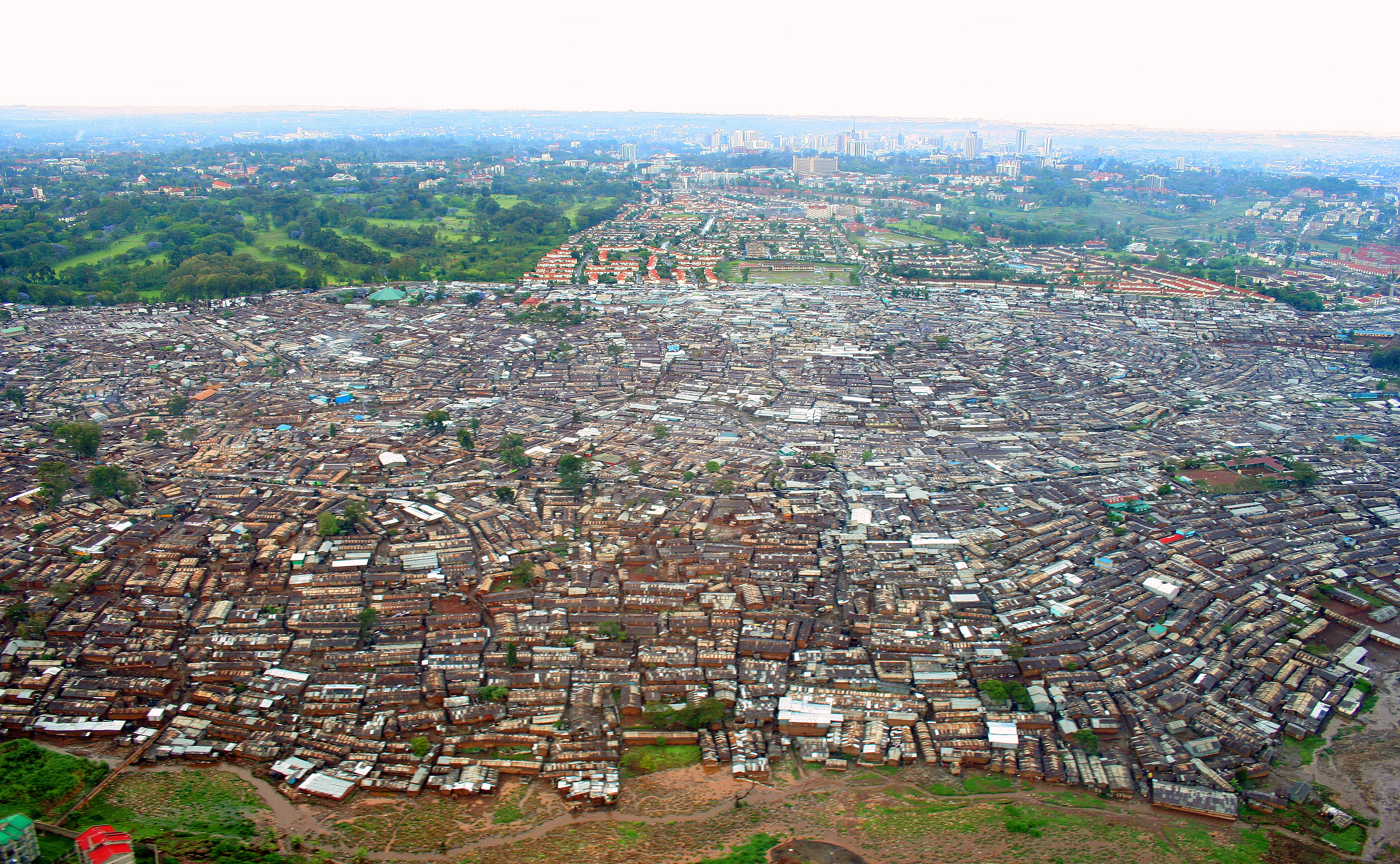
키베라, 나이로비 전경

키베라는 아프리카에서 가장 큰 슬럼 중 하나이며, 나이로비 서쪽에 있다. (키베라는 '숲' 또는 '정글'을 의미하는 누비아어 키브라에서 유래한다). 이 슬럼은 2평방킬로미터를 차지하며 정부 토지에 있다. 키베라는 여러 영화의 배경이 되었으며, 가장 최근의 영화는 콘스탄트 가드너이다.
다른 주목할 만한 슬럼으로는 마타레와 코로고초가 있다. 총 66개 지역이 나이로비 내 슬럼으로 간주된다.
나이로비의 비슬럼 거주자는 비교적 좋은 주거 환경에서 살고 있다. 넓은 주택은 나이로비 서쪽의 많은 고급 주택가에서 찾아볼 수 있다. 중산층 및 고소득층 주택 단지에는 기기리, 무타이가, 랑아타 및 카렌이 포함된다. 다른 중산층 및 고소득층 주택 단지에는 파크랜즈, 웨스트랜즈, 얼링엄, 킬리마니, 밀리마니, 스프링 밸리, 래빙턴, 로슬린, 키티수루 및 나이로비 힐이 있다.
증가하는 중산층을 수용하기 위해 많은 새로운 아파트와 주택 개발이 도시 안팎에서 건설되고 있다. 가장 주목할 만한 개발은 나이로비 중앙 업무 지구에서 25 km 떨어진 아티강, 마차코스현에 있는 그린파크이다. 이 개발 지역에는 5,000채 이상의 주택, 빌라, 아파트가 건설되고 있으며, 레저, 소매 및 상업 시설도 포함된다. 이 개발은 도시 내 대부분의 다른 개발과 마찬가지로 가족을 대상으로 마케팅되고 있다. 이스트랜드는 또한 도시의 대부분의 중산층을 수용하며 사우스 C, 사우스 B, 엠바카시, 부루 부루, 코마록, 돈홀름, 우모자, 사이카, 루아이, 카사라니 및 기타 여러 지역을 포함한다.

## 범죄 및 법 집행
나이로비의 범죄 수준과 안전은 최근 몇 년 동안 매우 향상되었다. 폭력 범죄는 드물지만 경미한 범죄는 여전히 문제가 될 수 있다. 일반적으로 나이로비의 경미한 범죄는 주로 소매치기와 절도가 이으며 드물게 대치 상황이 발생할 수 있다. 인근 소말리아의 알샤바브에 의한 몇몇 산발적인 테러가 케냐에서 발생했지만, 이러한 사건은 드물다.

## 언론

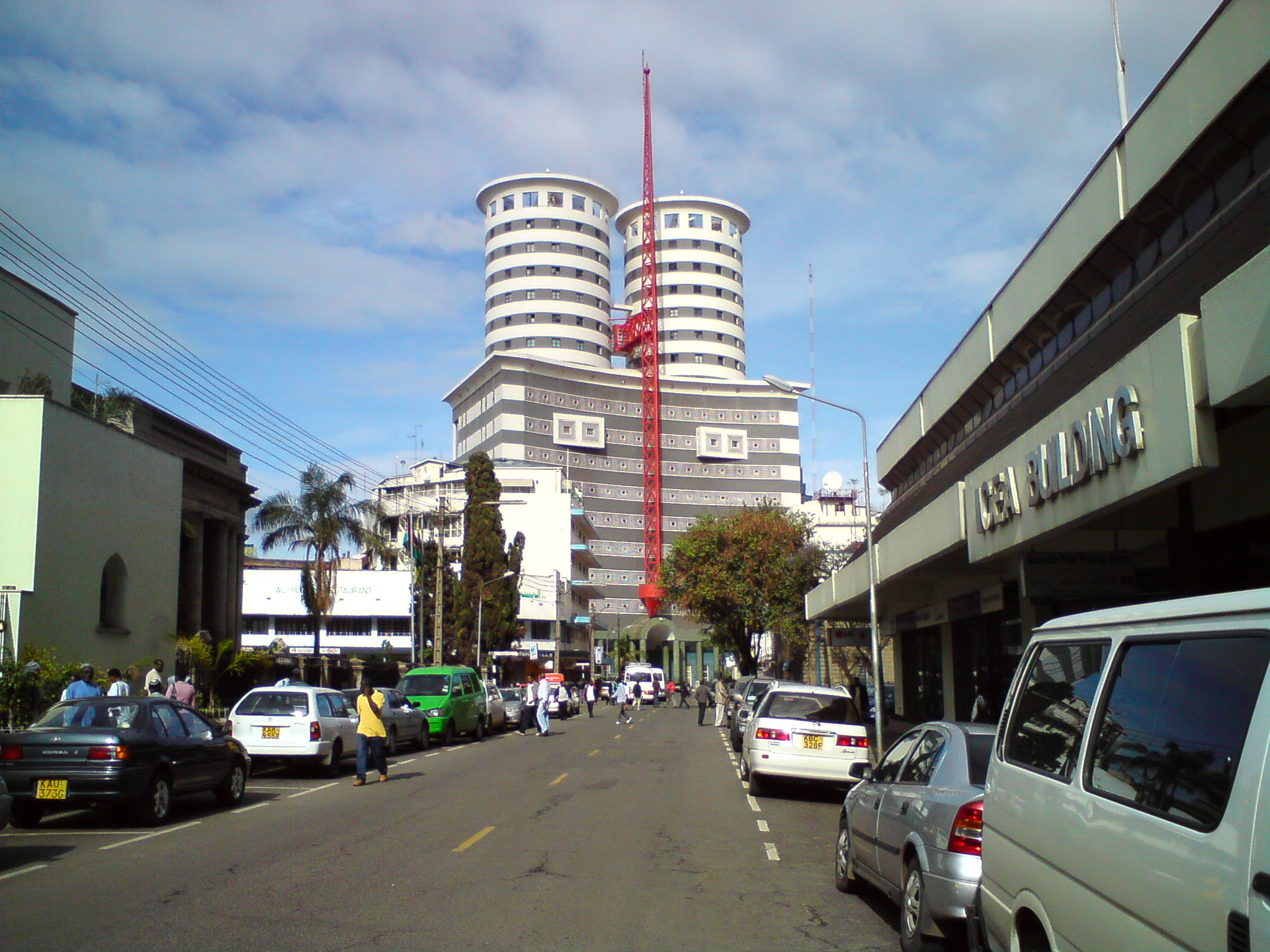
네이션 미디어 그룹 본부인 네이션 센터

나이로비는 케냐의 대부분의 뉴스 및 미디어 기관의 본거지이다. 또한 이 지역 최대 신문인 데일리 네이션과 더 스탠다드의 본거지이기도 하다. 이 신문들은 케냐 내에서 배포되며 다양한 국내 및 지역 문제를 다룬다. 두 신문 모두 영어로 발행된다. 피플 데일리(People Daily)는 메디아맥스(Mediamax Limited)에서 발행하는 나이로비 거리에서 배포되는 주요 무료 신문이다.
국영 텔레비전 및 라디오 방송국인 케냐 방송 공사는 이 도시에 본부를 둔다. 케냐 텔레비전 네트워크는 스탠다드 그룹의 일부이며 케냐 최초의 민영 TV 방송국이었다. 네이션 미디어 그룹은 나이로비에 기반을 둔 NTV를 운영하며, 로열 미디어 서비스(RMS)가 있다. 또한 시티즌 라디오, 이노오로 FM, 키스 100, 캐피털 FM, 이스트 FM, 카메메 FM, 메트로 FM, 패밀리 FM 등 케냐 수도에 위치한 여러 저명한 라디오 방송국이 있다.
여러 다국적 미디어 기관이 나이로비에 지역 본부를 두고 있다. 여기에는 BBC, CNN, 프랑스 통신사, 로이터, 도이체 벨레, AP가 포함된다. CNBC 아프리카의 동아프리카 지부는 나이로비 시내에 위치하며, 뉴욕 타임스의 나이로비 지부는 기기리 교외에 위치한다. CCTV 아프리카의 방송 본부는 나이로비에이다.

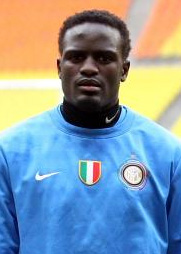
맥도널드 마리가 완야마

- 이슈마엘 아왕게 (1989년 출생), 농구 선수
- 드보라 보흐만 (1950년 출생), 이스라엘 예술가, 화가, 조각가, 그래픽 디자이너 및 미술 교육자
- 엘사 콘라드 (1887–1963),  독일 사업가 및 나이트클럽 기업가
- 리처드 도킨스 (1941년 출생), 영국 진화 생물학자
- 로샤나라 이브라힘 (1993년 출생), TV 진행자, 모델, 작가 및 미인 대회 우승자
- 크리스 프룸 (1985년 출생), 나이로비 출생, 영국 프로 사이클 선수, 투르 드 프랑스 4회 우승자
- 에디 가세기 (1979년 출생), 배우
- 페나 기투 (1991년 출생), 래퍼
- 폴리 이룽구, 사진작가 및 기자
- 파멜라 젤리모 (1989년 출생), 올림픽 챔피언 러너
- 와누리 카히우 (1980년 출생), 영화 감독, 프로듀서, 작가
- 마이크 커크랜드 (1947년 출생), 랠리 드라이버
- 프러스퍼 마사투 마코냐, 탄자니아 스포츠인
- 수잔 무라바나, 천문학자
- 앨리스 와이리무 은데리투 (1968년 출생), 인권 운동가, 유엔 사무차장 및 유엔 사무총장의 집단 학살 예방 특별 고문
- 도로시 오코, 활동가 및 기술 전문가
- 아론 림부이 (1979년 출생), 피아니스트, 키보디스트, 밴드 리더, 프로듀서, 페스티벌 큐레이터, 라디오 진행자[174]
- 은제리 리온게 (1966–2023), 인터넷 서비스 제공업체(ISP) 와난치 온라인 리미티드(WOL)의 공동 창립자인 기술 기업가
- 조니 로자, 사진작가
- 이스라엘 소멘 (1903–1984), 나이로비 시장
- 압디 살림 (2001년 출생), 소말리아 축구 선수
- 칼 툰도 (1973년 출생), 랠리 드라이버
- 제레미 와호메 (1998년 출생), 레이싱 드라이버
- 맥도널드 마리가 완야마, 은퇴 축구 선수
- 빅터 완야마 (1991년 출생), 축구 선수

## 대중 문화
이디 아민의 흥망성쇠, 또는 《아민: 흥망성쇠》로 불리는 이 영화는 샤라드 파텔이 1981년에 제작한 전기 영화이다. 이 영화는 우간다의 한때 독재자였던 이디 아민의 1971년 폭력적인 집권에서 1979년 우간다-탄자니아 봉기의 결과로 몰락하기까지의 논란이 되는 행동과 잔혹 행위를 상세히 묘사한다. 이 영화는 텔아비브와 나이로비 간의 엔테베 작전 중 협력을 포함하여 나이로비가 케냐의 정치 중심지로서 우간다 독재자에 대항하는 데 수행한 일부 역할을 묘사한다.
2012년에 데이비드 "토시" 기타옹가 감독의 케냐 드라마 영화 나이로비 하프 라이프가 개봉했다. 이 영화는 제85회 아카데미상에서 최우수 외국어 영화 부문 케냐 출품작으로 선정되었지만 최종 후보에는 오르지 못했으며, 케냐가 이 부문에 영화를 출품한 것은 이번이 처음이다.
나이로비는 넷플릭스 시리즈 종이의 집의 가상의 인물인 알바 플로레스가 연기한 아게다 히메네스 캐릭터의 별명으로 영감을 주었다. 그녀는 1부와 2부에서 스페인 조폐국에서 돈을 인쇄하고, 3부와 4부에서 스페인 은행에서 금을 녹이는 것을 감독하는 그룹의 품질 관리자 역할을 한다. 그녀는 이 쇼에서 가장 인기 있는 캐릭터로 널리 알려져 있다.

## 자매 도시
나이로비는 다음 도시와 자매 결연을 맺었다.
- 아디스아바바, 에티오피아[178]
- 케이프타운, 남아프리카 공화국[179]
- 덴버, 미국
- 쿤밍시, 중화인민공화국
- 로웰 (매사추세츠주), 미국[180]
- 롤리 (노스캐롤라이나주), 미국
- 상루이스, 브라질[181]

## 내용주
1. ↑  일부 출처에 따르면 나이로비의 면적은 703.9 km2 (70,390.0 ha)이다.[1]
2. ↑  Nairobi, /naɪˈroʊbi/